# Nissan Leaf
El Nissan Leaf es un automóvil eléctrico con carrocería hatchback producido por el fabricante japonés Nissan, lanzado en Estados Unidos y Japón en diciembre de 2010. El nombre LEAF (hoja en inglés) corresponde a un retroacrónimo en inglés de "Leading, Environmentally Friendly, Affordable, Family Car", que se traduce como "automóvil familiar, líder, amigable con el ambiente y asequible". La EPA certificó una autonomía de 117 km (2010), 121 km (2013), 172 km (30 kWh) y 243 km (40 kWh).
El Nissan LEAF se diseñó desde cero para ser un vehículo eléctrico, el cual no es una adaptación de otro vehículo existente.
La primera generación del Nissan Leaf vendió casi 300 000 unidades en 49 países y había recorrido 3500 millones de kilómetros hasta septiembre de 2017. Era el automóvil eléctrico apto para carretera más vendido en la historia hasta esa fecha.
El 6 de septiembre de 2017 se presentó en Japón la segunda generación del Nissan LEAF y el 2 de octubre comenzaron las ventas en Japón.
En marzo de 2019 el Nissan LEAF se convirtió en el primer coche eléctrico en llegar a las 400 000 unidades vendidas. Los LEAF vendidos hasta la fecha habían recorrido más de 10 000 millones de kilómetros, lo suficiente para ahorrar unos 3,8 millones de barriles de petróleo al año.

## Especificaciones técnicas

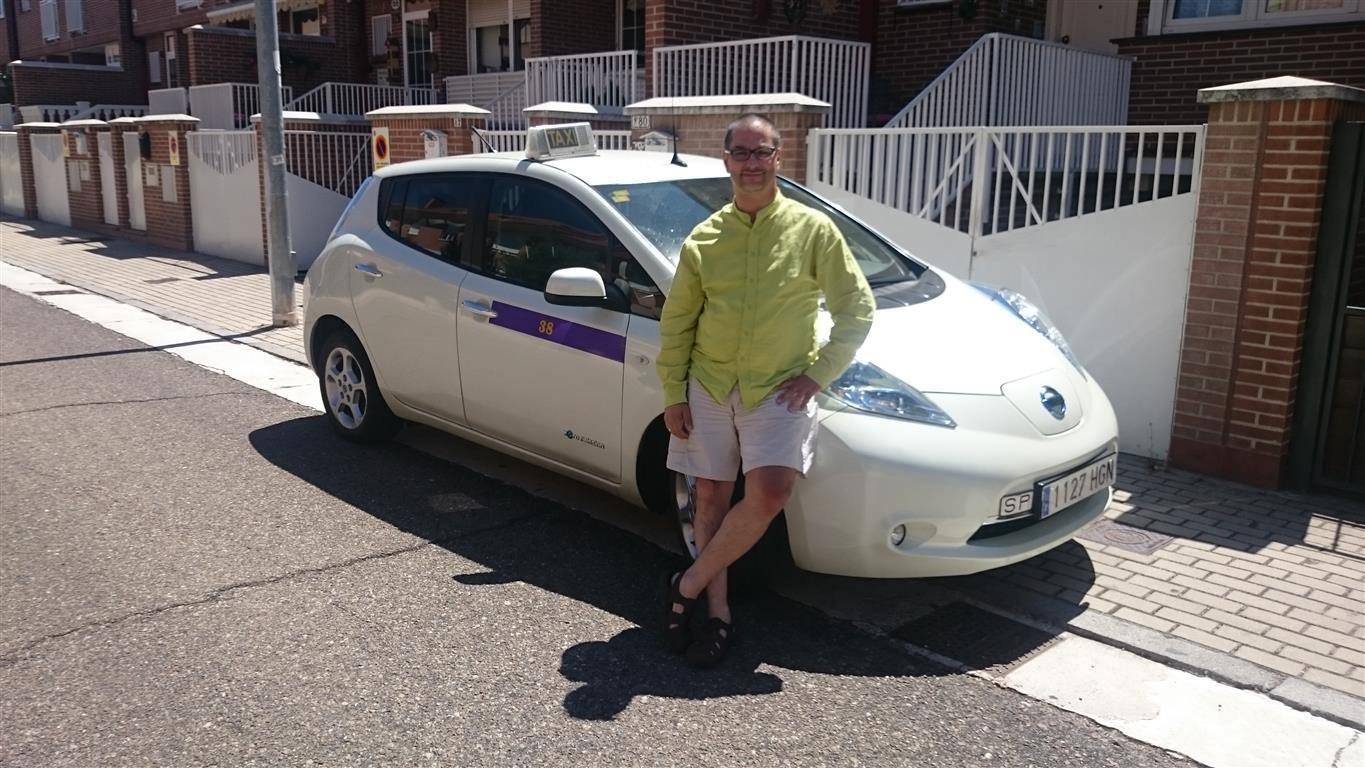
Primer taxi 100% eléctrico en España, desde octubre de 2011.

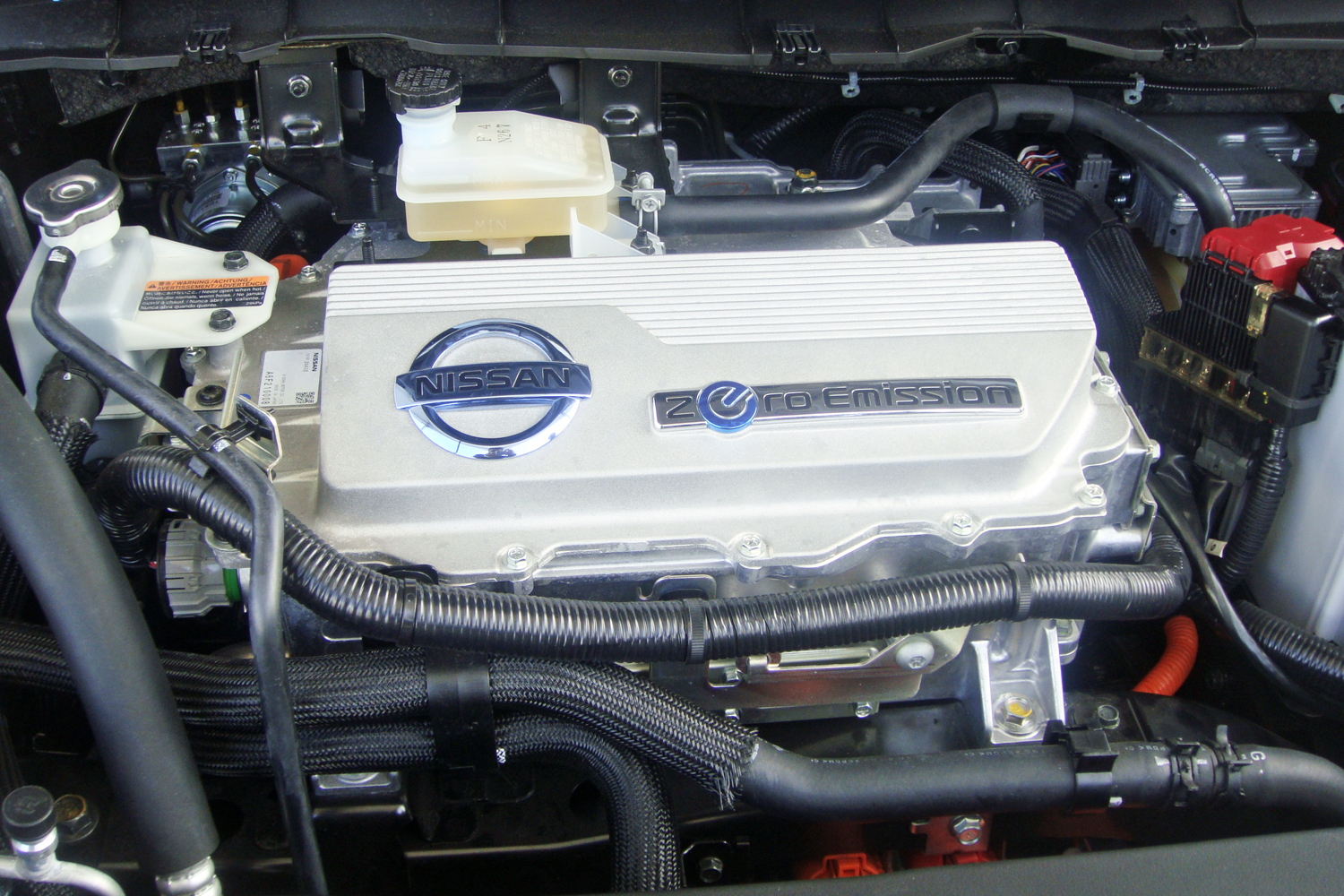
Motor eléctrico DC en 2011

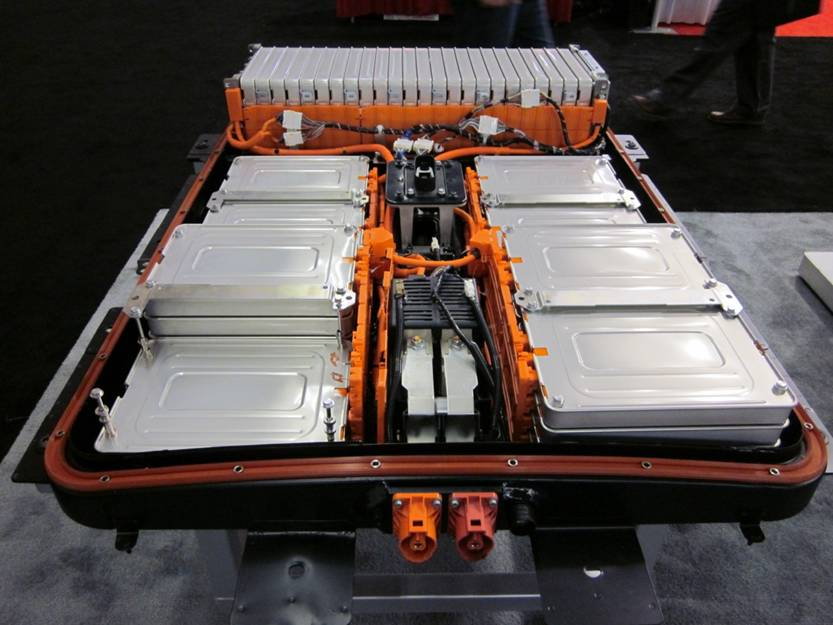
Paquete de baterías

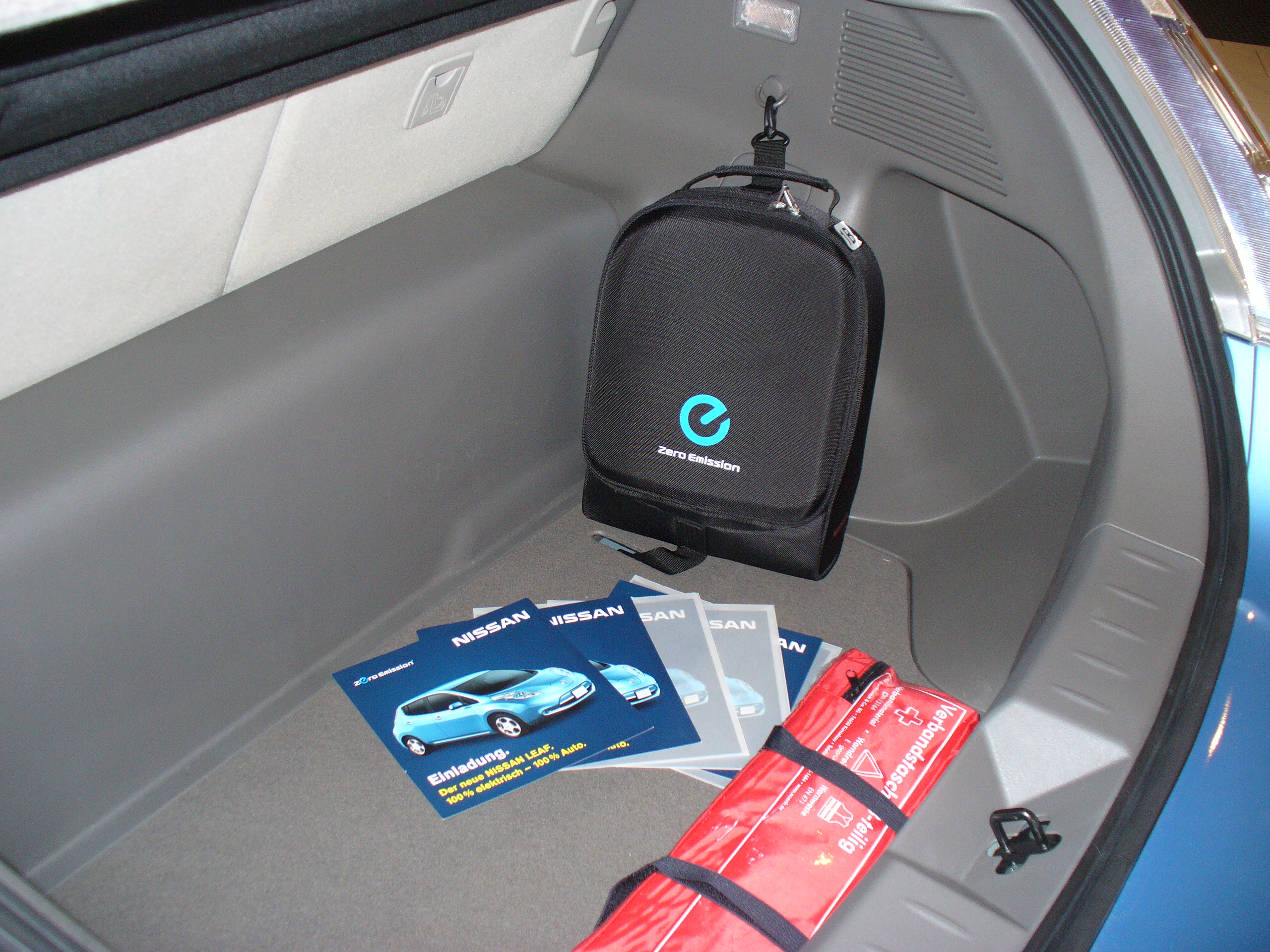
Cajuela de un modelo 2010.

- Potencia del motor eléctrico: 80 kW (109 CV) (3008-10000 rpm)
- Par motor: 254 Nm. Nissan limitó el par máximo de forma electrónica para conseguir mayor autonomía.
- Batería: capacidad de 24 kWh. Voltaje de 360 V 48 módulos. 192 celdas
- Velocidad máxima: 145 km/h.
- Tracción: delantera
- Longitud/Anchura/Altura: 4 445 mm / 1 770 mm / 1 550 mm
- Distancia entre ejes: 2 700 mm
- Diámetro de giro: 10,42 m
- Distribución de peso: 56% delantero y 44% trasero.
- Cajuela: 370 L (2013).[15] 330 L (2010). 355 L en la versión Tekna (2013) debido al equipo de sonido Bose. Con los asientos traseros abatidos tiene 849 L
- Sistema de frenado: regenerativo y mecánico.[16]
- Coeficiente de resistencia aerodinámica Cd: 0,28 (2013). 0,29 (2010).[15]
- Neumáticos: 205/55/R16 o 215/50/R17[17]

### Confort interior

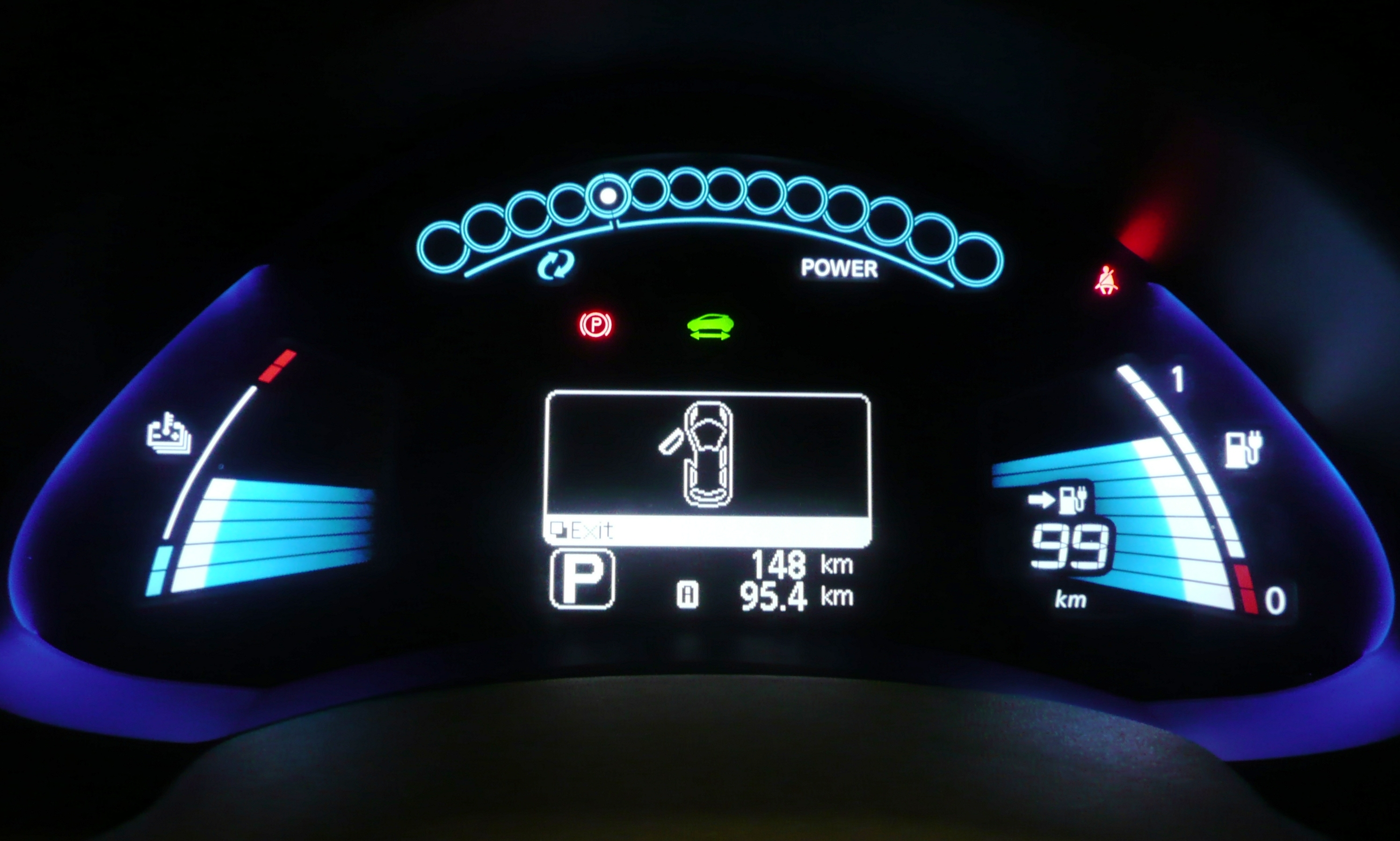
Panel de instrumentos

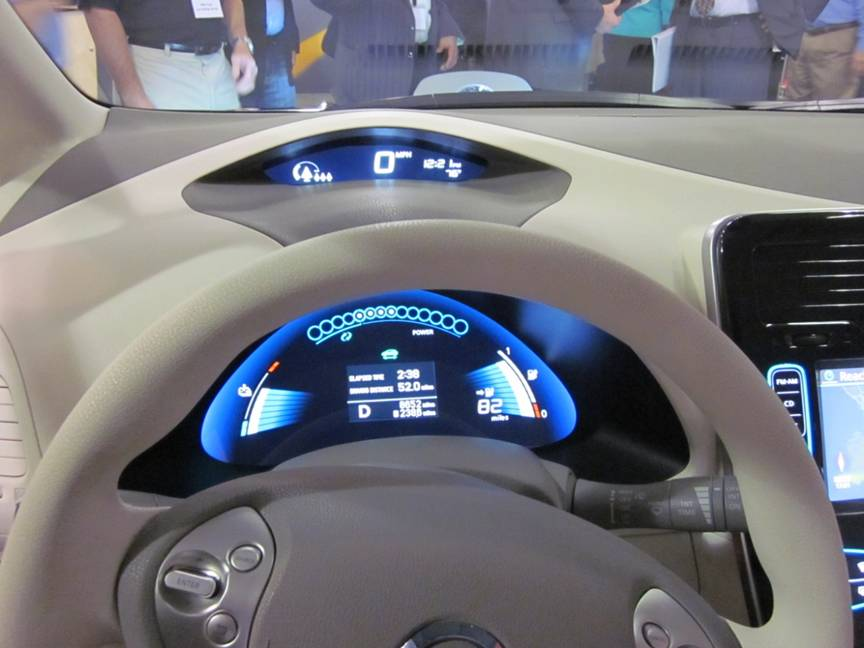
Panel de instrumentos

- Climatizador automático con filtro antipolen (no en la versión Visia 2013).
- Tecnología de bomba de calor en versiones Acenta y Tekna (2013).[15]
- Faros de activación automática.
- Limpiaparabrisas automático con sensor de lluvia (no en la versión Visia 2013).
- Control de crucero adaptativo con limitador de velocidad (no en la versión Visia 2013).
- Mandos en el volante.
- Llave inteligente.
- Botón de arranque sistema stop-start.
- Selección de marchas electrónica y no mecánica Shift-by-wire.
- Asientos traseros abatibles 60/40 proporcionan hasta 849 L cuando están abatidos.[16]

### Exterior
- Luces traseras de tecnología led.

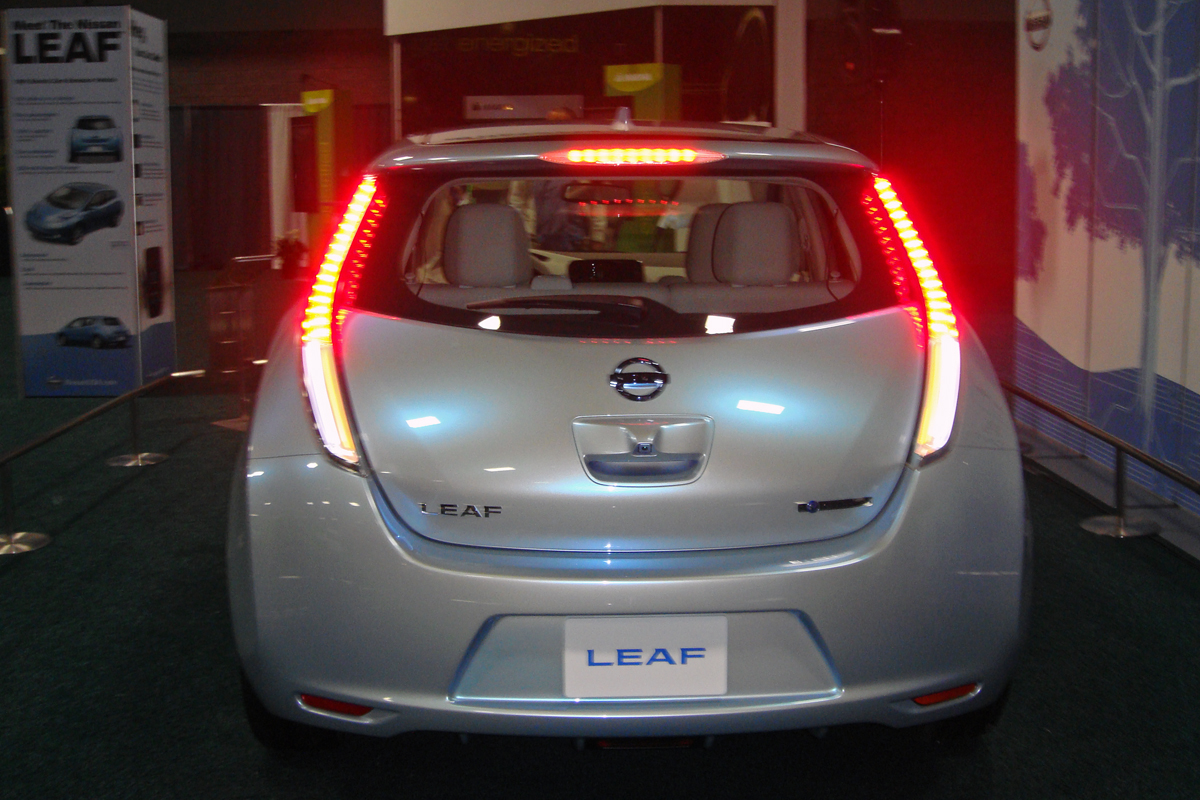
Calaveras de un modelo 2010

- Faros delanteros de tecnología led y regulación automática en la versión Tekna 2013.
- Ruedas de acero de 16 pulgadas. En la versión Tekna las ruedas son de aleación de 17 pulgadas.
- Faros delanteros antiniebla.
- Retrovisores exteriores plegables eléctricamente.
- Conector específico para la recarga rápida de las baterías con el protocolo CHAdeMO.[16]

### Panel solar

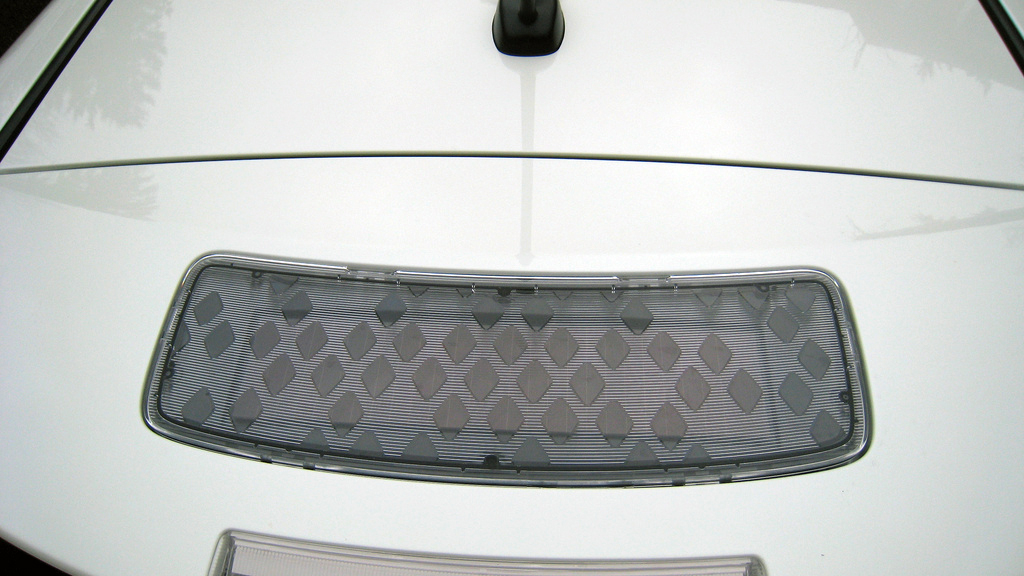
Panel fotovoltaico trasero para recargar la batería de 12 V.

Nissan LEAF cuenta de serie en las versiones Acenta (2013) y Tekna (2013) y como opción en las demás, con un alerón trasero que contiene un panel solar que ejerce como cargador auxiliar de la batería de 12 V y que da energía al sistema audio, luces, parabrisas y accesorios del Nissan LEAF.

### Audio y tecnología

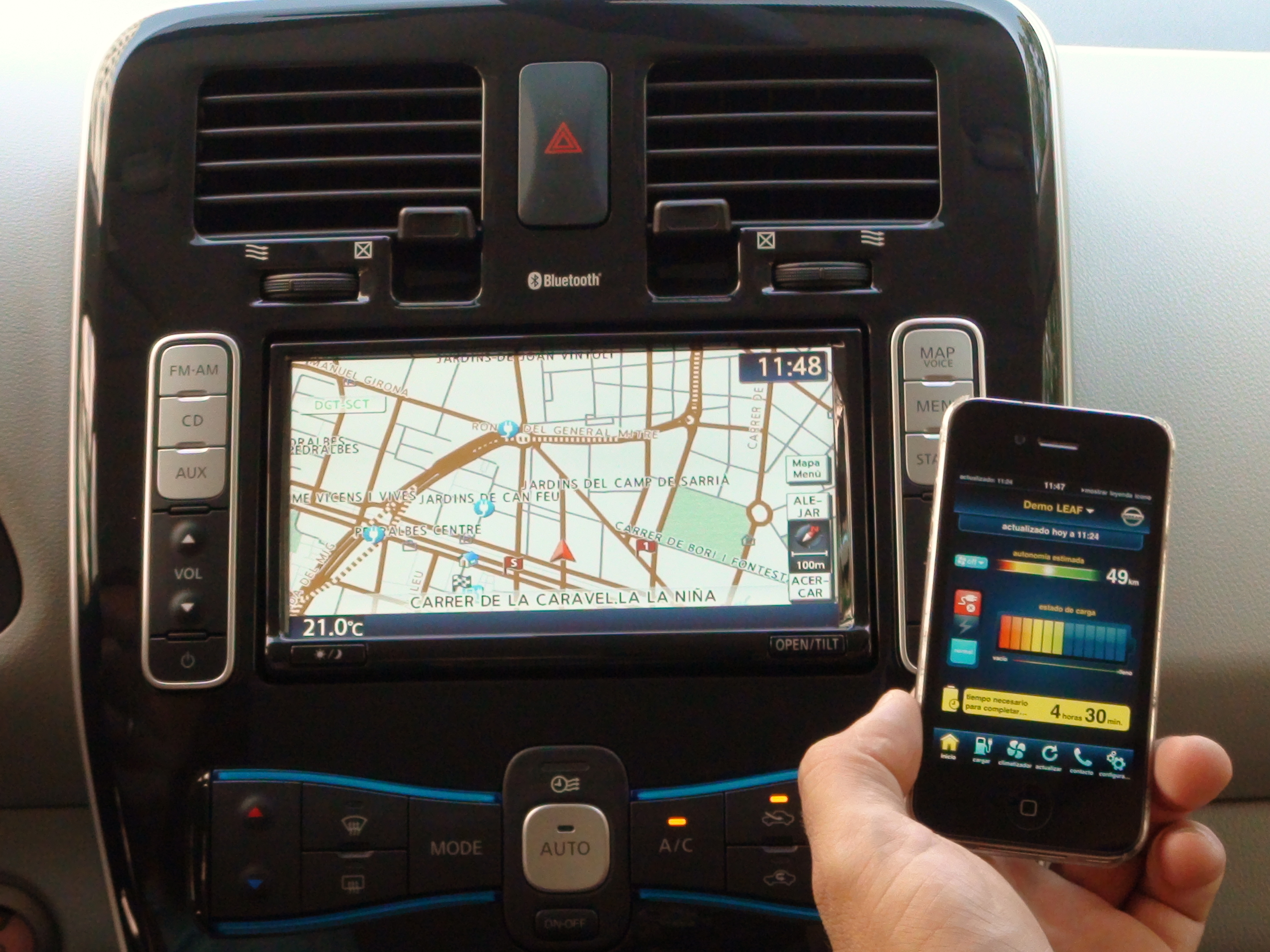
Pantalla táctil y aplicación de teléfono inteligente

- Pantalla táctil LCD de 7 pulgadas en color (no en la versión Visia 2013).
- Sistema de navegación y servicios telemáticos (no en la versión Visia 2013).
- Verificación e inicio de carga desde PC o teléfono inteligente.
- Control remoto de la temperatura interior.
- Cámara de visión trasera para facilitar el aparcamiento (no en la versión Visia 2013).
- Radio AM/FM, CD, MP3, con conexión USB, I-Pod y entrada auxiliar.
- Sistema de audio Bose en la versión Tekna.
- Sistema manos libres Bluetooth con reconocimiento de voz.
- Ordenador de a bordo con información sobre consumo de energía.[16]

### Seguridad
- ABS y EBD con asistencia a la frenada.
- ESP/VDC (Control de estabilidad, Control Dinámico del Vehículo).
- 6 airbags: frontales, laterales y de cortina.
- 2 cinturones delanteros de 3 puntos de anclaje, ajustables en altura, doble pretensor y sistema de aviso.
- 3 cinturones de seguridad traseros de 3 puntos y 2 fijaciones ISOFIX.
- Sistem AVSP (alerta sonora de proximidad de vehículo para peatones).
- Inmovilizador.[16]

### Autonomía
La autonomía EPA pasó de 117 km (2010) a 121 km (2013) y a 172 km (30 kWh).
La autonomía según el ciclo NEDC es de 199 km (2013), de 175 km (2010) y de 250 km (30 kWh). Este ciclo se realiza con el climatizador y todos los consumidores apagados. La velocidad media es de 34 km/h y la temperatura ambiente está entre 20 y 30 °C. El ciclo NEDC fue duramente criticado por no representar la conducción real.
La autonomía decrece según aumenta la velocidad. Aumenta con la conducción relajada y disminuye con la conducción deportiva. La calefacción y el aire acondicionado fuertes disminuyen la autonomía. La carga de la batería viene representada por 12 barras en el panel de instrumentos.
En los Estados Unidos y basándose en pruebas de terceros se comprobó que la autonomía puede variar hasta en un 40% en circunstancias reales. En el modelo de 2010 está entre 100 y 222 km dependiendo del estilo de conducción, carga, condiciones de tráfico, tiempo atmosférico y uso de accesorios.
Nissan probó el LEAF 2010 en condiciones severas y obtuvo 76 km en el peor de los casos y 222 en el mejor. La tabla siguiente resume los resultados en cada circunstancia y comparándolo con el ciclo de prueba L4 de EPA.
| Velocidad constante (condiciones ideales) | 61   | 20   | 3h 38min | 222        | Apagado               |
| Ciudad                                    | 39   | 25   | 4h 23min | 169        | Apagado               |
| Autopista                                 | 89   | 35   | 1h 16min | 110        | Encendido             |
| Invierno, atascos                         | 24   | -10  | 4h 8min  | 100        | Calefacción encendida |
| Atasco muy denso                          | 10   | 30   | 7h 50min | 76         | Encendido             |
| EPA test de 5 ciclos                      | n.a. | n.a. | n.a.     | 117 (2010) | Variable              |

Basándose en los datos recolectados por el sistema telemático Nissan afirmó en junio de 2011 que la mayoría de los propietarios de LEAF en Japón y los Estados Unidos conducían menos de 100 km al día.
Nissan comprobó que los propietarios cargan sus coches una media de 2 h cada noche, y en ocasiones algunos conducen 2 días con una carga.
En octubre de 2011 Nissan North America recopiló datos de los 7 500 LEAFs de los Estados Unidos y afirmó que el conductor medio recorría 60 km al día y que el recorrido medio entre encendido y apagado era de 11 km.

### Carga rápida

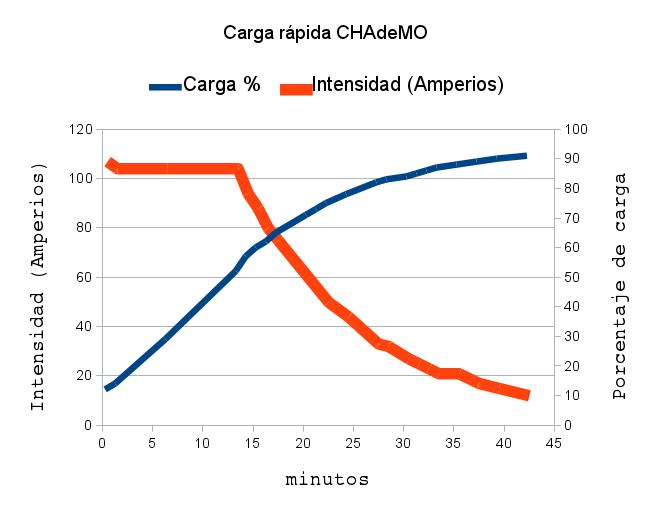
Gráfico que muestra la intensidad y el porcentaje de carga en función del tiempo. Carga de un Nissan Leaf 24 kWh en un cargador Nissan NSQC442G.

Se puede efectuar una recarga rápida en postes de corriente continua DC de hasta 50 kW con el protocolo CHAdeMO. Se puede recargar el 80% de la batería en unos 30 minutos.
El proceso de carga rápida CHAdeMO se inicia muy rápido con intensidades de hasta 106 A. Cuando la recarga alcanza un 54% comienza a disminuir la intensidad de modo que cuando se llega al 80% la intensidad es de unos 44 A y cuando alcanza el 92% la intensidad es de 14 A. Es comparable al llenado de un vaso hasta el borde: al principio se vierte rápidamente el líquido para ir disminuyendo el caudal a medida que se va llenando.

### Recarga

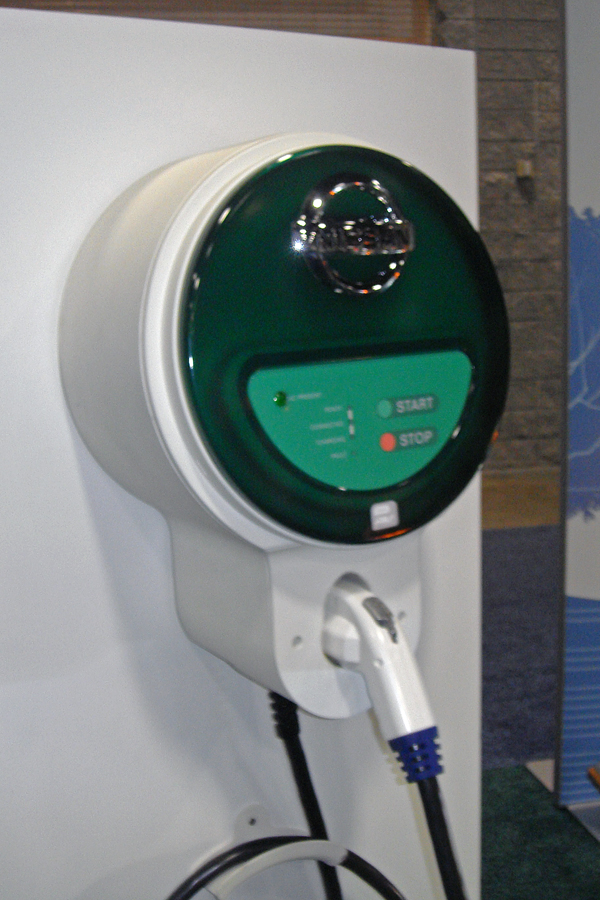
Punto de recarga con conector J1772.

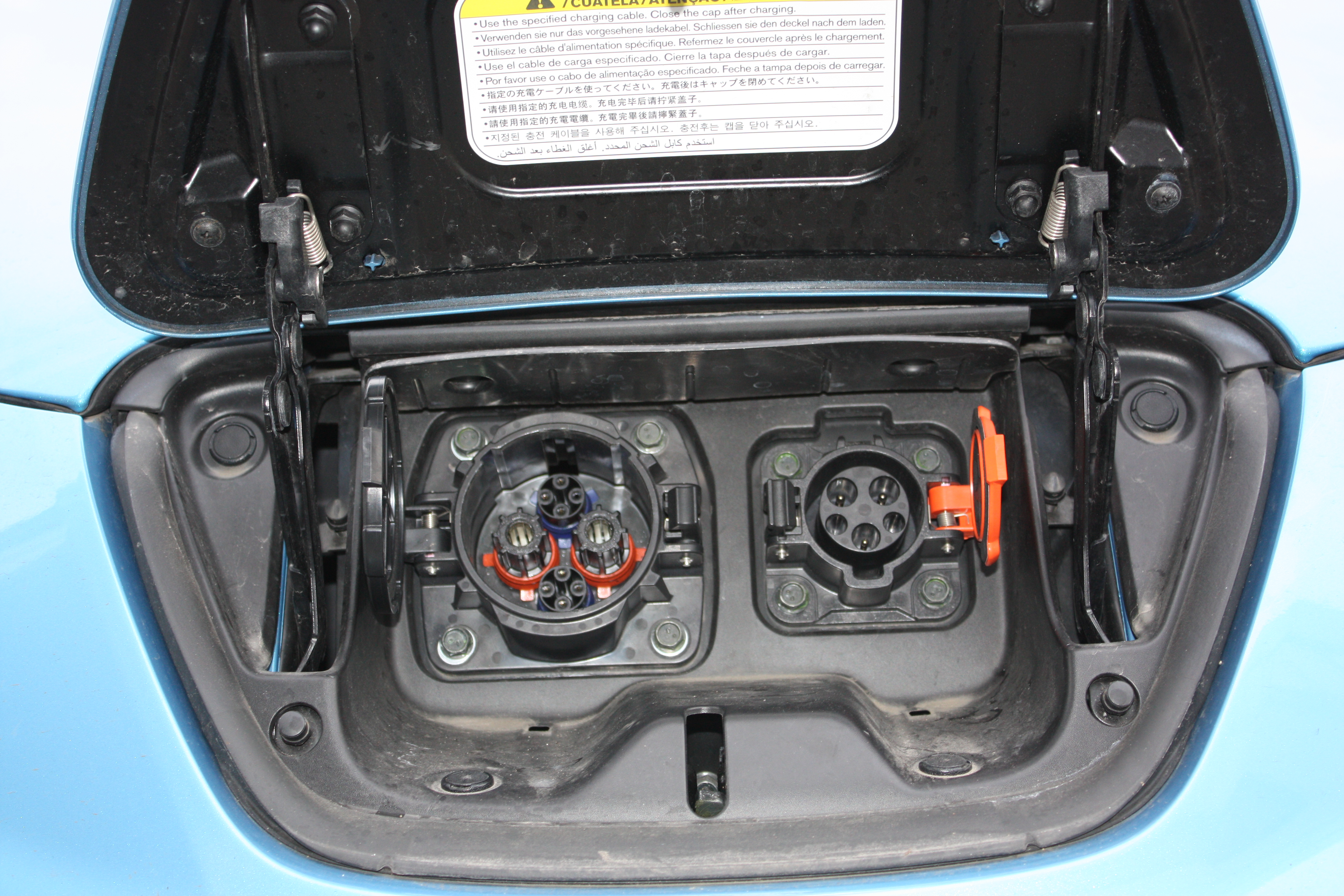
Conectores de recarga CHAdeMO y J1772.

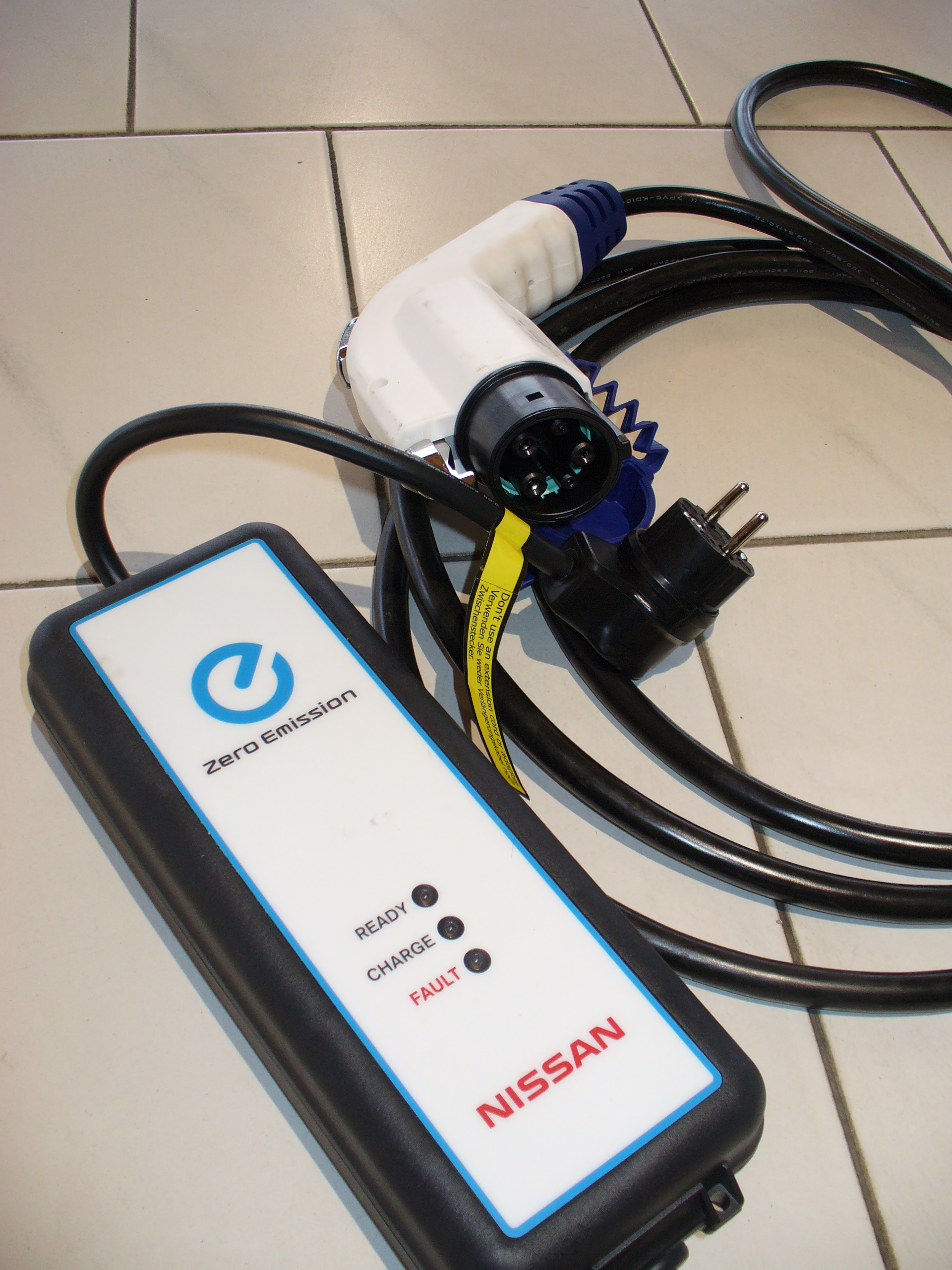
Cable de recarga para 230 V, 16A y 3,3 kW J1772 a Schuko.

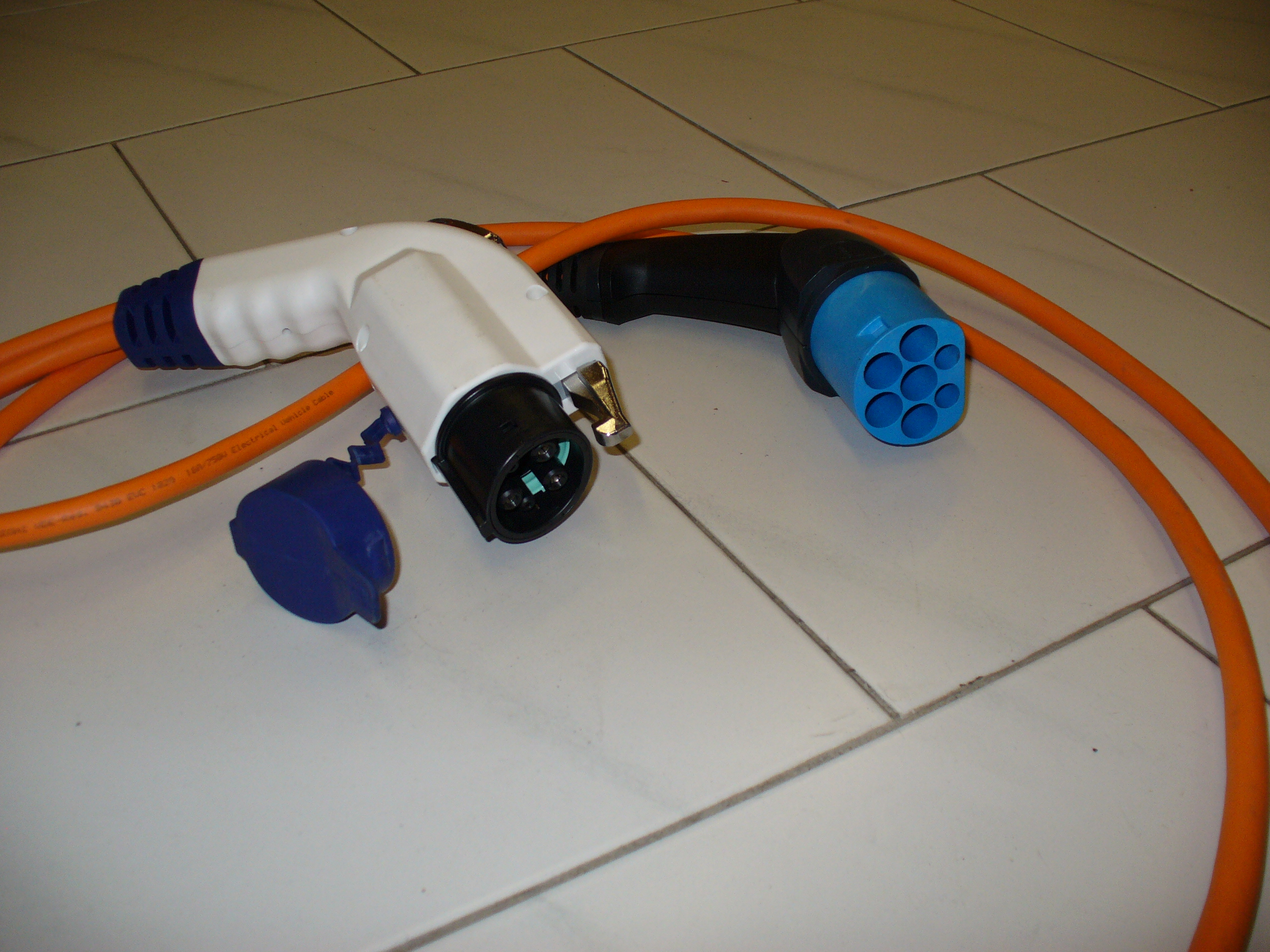
Cable de recarga para 230 V, 32A y 6,6 kW J1772 a Mennekes.

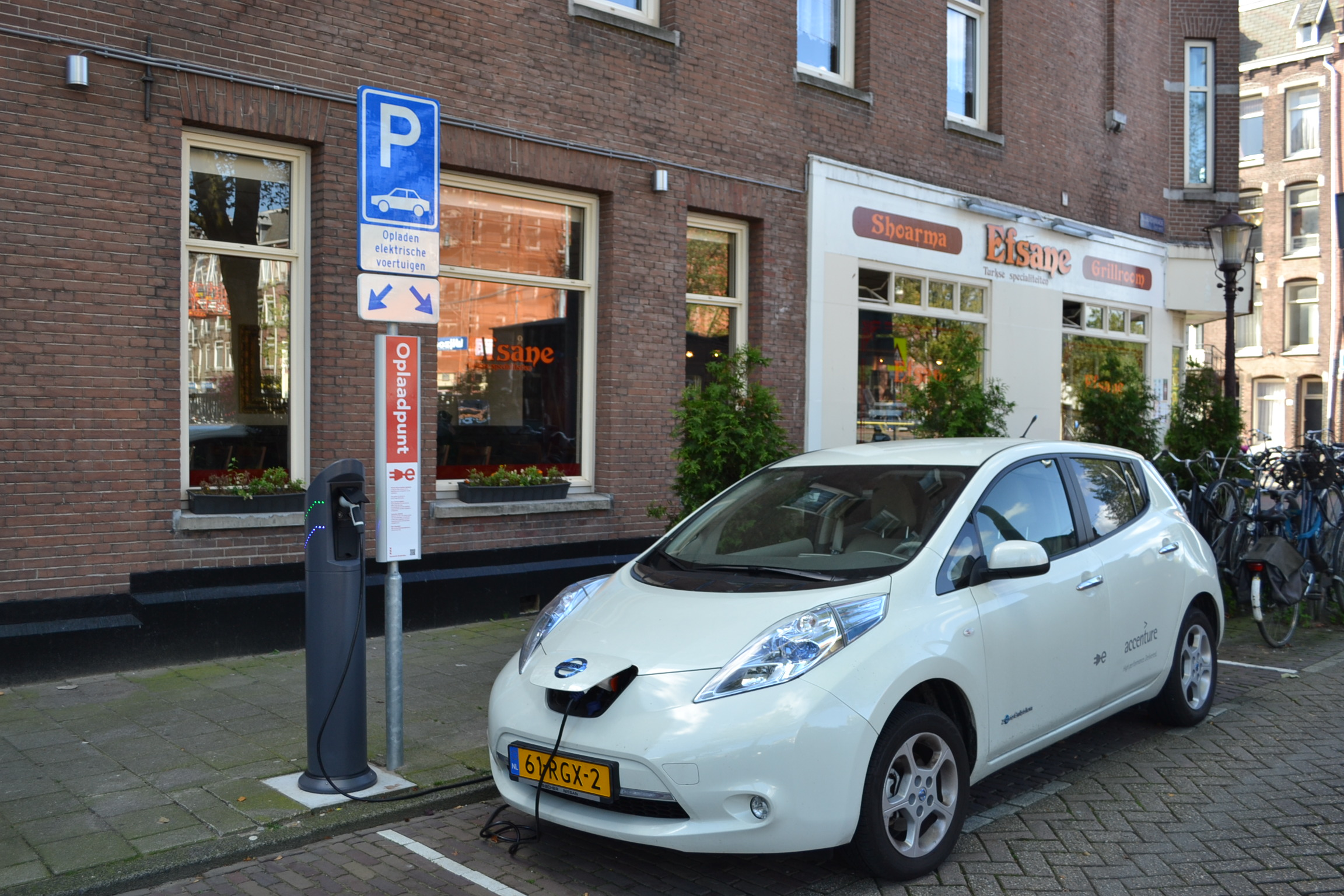
Recargando las baterías en Ámsterdam.

En la versión Visia (2013) y en las versiones de 2010 el cargador de a bordo tiene 3,3 kW – 16 A y permite la recarga doméstica en 8-10 h.
En las versiones Acenta y Tekna de 2013 el cargador de a bordo tiene 6,6 kW – 32 A y permite realizar la recarga doméstica en 4 h en un punto de recarga de 32 A.
La recarga se puede programar para su inicio y su final aprovechando las tarifas más ventajosas.
La recarga doméstica se puede hacer en Modo 3 a través de un conector J1772. El cargador ocasional suministrado por Nissan es de 2,4 kW-10A o de 3,3 kW-16A.
En el Nissan Leaf 2013 el cargador está ubicado en la parte delantera junto al motor. En la versión de 2010 está ubicado en la cajuela. De este modo el modelo de 2013 ganó 40 L en la cajuela pasando de 330 a 370 L, excepto en la versión Tekna 2013.

### Batería
La batería de 24 kWh de iones de litio consiste en 48 módulos de 4 celdas cada uno, lo que da un total de 192 celdas. Cada módulo tiene capacidad para 0,5 kWh. El conjunto pesa 294 kg . Está fabricada por Automotive Energy Supply Corporation (AESC), que es una empresa conjunta entre NEC y NEC Energy Devices, en Zama, Japón.
El de 30 kWh tiene 24 módulos con 8 células por módulo. En los electrodos cambia el compuesto LMO por NMC (Níquel, Manganeso y Cobalto).
El diseño del LEAF ubica la batería, que es lo más pesado en cualquier vehículo eléctrico, debajo de los asientos, colocando el centro de gravedad tan bajo como es posible e incrementando la rigidez estructural comparada con otro coche convencional de cinco puertas hatchback.
Se supone que el paquete de baterías retendrá entre el 70% y el 80% de su capacidad después de 10 años, pero su longevidad depende de la frecuencia de las recargas rápidas (480 V DC) y de otros factores ambientales como el tiempo caluroso extremo. Si la carga rápida es el método habitual de carga se producirá una pérdida de capacidad adicional del 10% en 10 años comparado con la carga habitual de 220 V. La capacidad quedaría en el 70% tras 10 años de recargas rápidas como método habitual de recarga.
Nissan afirmó que después de 5 años o 100 000 km de uso el paquete de baterías retendrá al menos el 80% de su capacidad de 24 kWh. Si el paquete cae por debajo del 80% Nissan comunicó que la solución más probable sería la renovación de módulos y no la renovación del paquete completo.
Es reciclable en más de un 95% según la norma ISO 22628.
Nissan España garantiza la batería de 24 kWh durante un período de 5 años o 100.000 km y la de 30 kWh durante 8 años o 160.000 km. También se aplica la garantía si durante ese periodo la capacidad de carga es inferior a 9 de las 12 barras del indicador de capacidad de carga del tablero en un 70%.

#### Sustitución de la batería
En junio de 2014 el portavoz de Nissan USA Brian Brockman anunció en el fórum MyNissanLeaf un plan de sustitución de baterías para el Nissan Leaf en Estados Unidos. Las baterías eran las mismas que se estaban montando en las cadenas de producción del Leaf en junio de 2014. Ofrecían las mismas capacidades y autonomía que las de los primeros Leaf. La química de la batería se cambió para intentar que durara más en los climas extremadamente cálidos. La garantía de las baterías siguió siendo la misma: 8 años/160 000 km por defectos y 5 años/100 000 km por pérdida de capacidad. Las baterías las vendían los concesionarios oficiales Nissan de Estados Unidos. El precio recomendado fue de 5 499 dólares entregando a cambio la batería vieja (valorada en 1 000 dólares). El precio no incluía la instalación (unas 3 h de taller) ni los impuestos. Los usuarios de Leaf de 2011 y 2012 debían comprar un kit adaptador que costaba unos 225 dólares.
Las condiciones para su sustitución eran:
- Ser propietario de un Nissan Leaf.
- Entregar la batería vieja a cambio.
- Firmar un contrato de intercambio.[35]

En marzo de 2018 Nissan lanzó un programa en Japón por el que se podía sustituir el paquete de baterías por uno reacondicionado por 2850 dólares.
En marzo de 2018 el precio de cambiar la batería por una nueva era de:
- 24 kWh: 6200 dólares
- 30 kWh: 7600 dólares
- 40 kWh: 7800 dólares[36]

En septiembre de 2018 Nissan subió el precio del cambio de batería a 8500 dólares.

#### Proceso de descarga
La batería tiene una capacidad total de 24 kWh (281 GID) de los que están disponibles 22,48 kWh. A medida que la batería se va descargando aparecen diferentes avisos y chivatos. El aviso de batería muy baja (9%) hace desaparecer el indicador de autonomía restante en kilómetros y en su lugar aparecen 3 rayas (---). El chivato de la tortuga (2%) aparece cuando el conductor tiene que buscar un sitio para parar inmediatamente y viene acompañado por una limitación de la potencia y velocidad disponibles.
| Estado   | GID | kWh   | % carga |
| -------- | --- | ----- | ------- |
| Llena    | 281 | 22,48 | 100%    |
| Baja     | 45  | 3,6   | 17%     |
| Muy Baja | 24  | 1,9   | 9%      |
| Tortuga  | 5   | 0,4   | 2%      |
| Muerta   | 4   | 0,32  | 1,5%    |

1 GID = 0.08 kWh.

#### Batería auxiliar
Además de la batería de tracción, el LEAF tiene una batería auxiliar de 12 V de plomo y ácido, que suministra electricidad a los sistemas electrónicos y accesorios como la radio, navegador, luces y limpiaparabrisas.
Cuando el coche está en marcha la batería de tracción carga la batería auxiliar. Durante el proceso de carga de la batería de tracción no se carga la batería auxiliar de 12 V. Si la batería auxiliar se descarga demasiado el coche no arrancará hasta que se le pongan cables a otra batería de 12 V.
Algunos usuarios reportaron una rápida pérdida de capacidad de la batería auxiliar debido a la sulfatación de las placas. La vida de la batería auxiliar se puede alargar si cada 2 semanas se procede a su recarga mediante un cargador externo de baterías de 12 V.
El panel solar trasero opcional ayuda a recargar la batería auxiliar de 12 V.
En caso de un corte de luz en una vivienda el Nissan Leaf puede suministrar hasta 1 kW de potencia a través de un convertidos DC-AC externo. Para ello se pone el coche en marcha y el convertidor DC-DC interno comienza a cargar la batería auxiliar con una potencia de hasta 1 kW. El convertidor externo se conecta a la batería de 12 V y transforma la electricidad a 220 V para alimentar la vivienda durante la emergencia. En el caso de disponer de una carga de 20 kWh en la batería de tracción del LEAF se podría proporcionar hasta 20 h de electricidad a 220 V y a 1 kW.

#### Leaf To Home
En Japón se podía comprar la unidad externa Leaf To Home que permite suministrar electricidad a una vivienda desde la batería de tracción del LEAF durante 2 días. Esta solución fue muy apreciada en Japón donde los terremotos producen frecuentes cortes de luz. El aparato tiene el tamaño de la unidad externa de un aparato de aire acondicionado doméstico (781x650x350 mm) y costaba unos 4000 USD una vez descontadas las ayudas de 2000 USD. Permite usarla en redes inteligentes (Smart Grids) para vender electricidad a la red en las horas pico y comprarla en las horas valle.

### Sonoridad
Para el Nissan LEAF de 2011:
Nivel sonoro base al ralentí: 36.7 dB
Nivel sonoro acelerando a fondo: 67.7 dB
Nivel sonoro a 113 km/h: 67.7 dB

### Prestaciones
Prueba de la revista Road & Track del Nissan LEAF SL-E 2011.
Aceleración 0-97 km/h: 9,4 s
Aceleración lateral máxima: 0,81 g
Velocidad máxima eslalon: 105,4 km/h.

### Carwings
Es un sistema que recopila información del vehículo y la transmite vía telemática a un centro de datos. Cada vez que se arranca el coche el sistema pide permiso para la transmisión de los datos. No está disponible en la versión Visia 2013. Algunos datos que se procesan por trayecto son: distancia recorrida, uso del freno, tiempo de aceleración y desaceleración, tiempo de conducción, tiempo de funcionamiento de las luces, velocidad media, velocidad al accionar el freno, uso de los interruptores en relación con el consumo de electricidad de los sistemas, tiempo de uso del climatizador, uso de las posiciones de la palanca, consumo eléctrico del motor y accesorios. El sistema permite al usuario acceder desde un ordenador conectado a internet o desde un teléfono inteligente y consultar el estado de carga de la batería, la autonomía del vehículo, si está cargando, conectar o desconectar el climatizador y recibir un mensaje de finalización de carga.
Nissan estudia los datos de todos los usuarios para mejorar la eficiencia del vehículo con actualizaciones de software y firmware.

### Aplicaciones móviles
Existen varias aplicaciones para teléfonos inteligentes smartphones.

#### LEAF Carwings
Aplicación oficial de Nissan. Disponible en Android. Permite consultar el nivel de carga representado por 12 barras, la autonomía estimada y el tiempo de carga restante. Permite parar e iniciar la carga. Puede activar y desactivar el climatizador.

#### Open Wings Free
Aplicación gratuita no soportada por Nissan. Disponible en Android. Además de las funciones de la aplicación LEAF Carwings muestra el porcentaje del nivel de carga.

#### Nissan Leaf Range Estimator
Aplicación gratuita disponible para Android que permite calcular la autonomía moviendo unas barras deslizantes que representan el nivel de carga de la batería, la velocidad, la temperatura y el cambio de altitud en ascenso y descenso.

#### Leaf Spy Pro

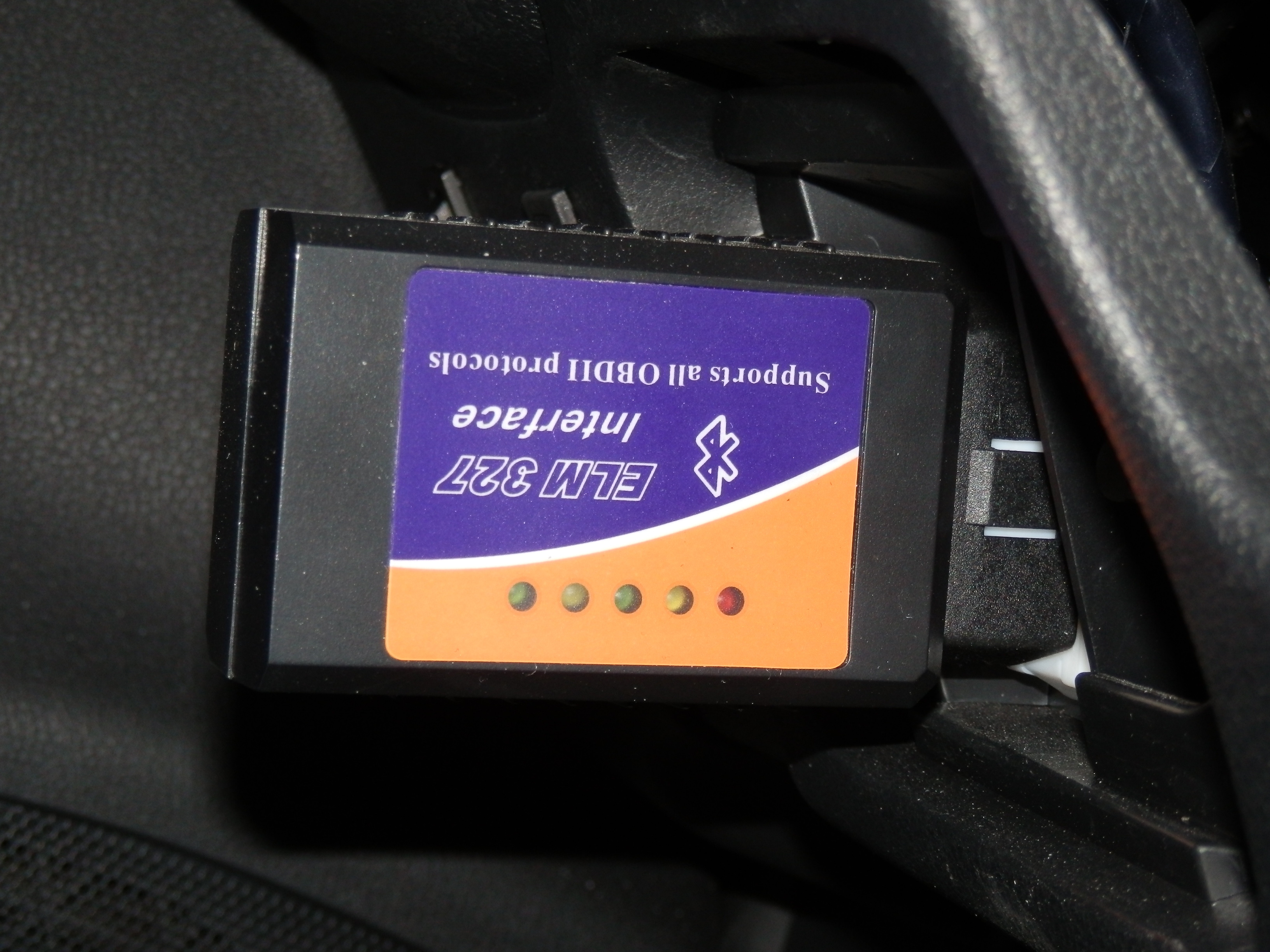
Aparato de diagnóstico OBD-II por Bluetooth conectado en el puerto de diagnosis de un Nissan Leaf 2013.

Aplicación de pago disponible para Android. También tiene una versión básica gratuita. Precisa de un aparato de diagnóstico OBD-II por Bluetooth conectado al puerto de diagnóstico situado sobre la rodilla izquierda del chofer. Proporciona información sobre el nivel de carga de batería (SOC, GID, DTE) y el voltaje de cada una de sus celdas, la temperatura del paquete de baterías y el número de cargas rápidas y domésticas realizadas en el vehículo.

#### EV Range Calculator
Aplicación gratuita disponible para Android que permite calcular la autonomía para choferes que están pensando comprar un vehículo eléctrico. Además del Nissan Leaf se pueden elegir otros vehículos eléctricos para realizar la simulación.

### Seguridad
El Nissan LEAF de 2012 obtuvo una calificación de 5 estrellas en la prueba Euro NCAP.
| Total                    | 5/5 estrellas |
| Test                     | Porcentaje    |
| ------------------------ | ------------- |
| Pasajeros adultos        | 89%           |
| Pasajeros niños          | 83%           |
| Peatones                 | 65%           |
| Asistencias de seguridad | 84%           |

Las pruebas independientes de la National Highway Traffic Safety Administration (NHTSA) para el Nissan Leaf vendido en 2013 reportaron 4 estrellas de seguridad en conjunto y en cada subcategoría.
| Total          | 4/5 estrellas |
| Choque frontal | 4/5 estrellas |
| Choque lateral | 4/5 estrellas |
| Vuelco         | 4/5 estrellas |
| -------------- | ------------- |

### Alquiler de baterías
Desde 2013 el Nissan Leaf en Europa ofrece 2 opciones de compra:
- Comprar el coche completo, comprando también las baterías en propiedad.
- Comprar el coche con las baterías en alquiler. La cuota de alquiler varía según el número de kilómetros recorridos al año y el período del alquiler, que puede ser de 12, 24 o 36 meses.[15]

## Modelo de 2013

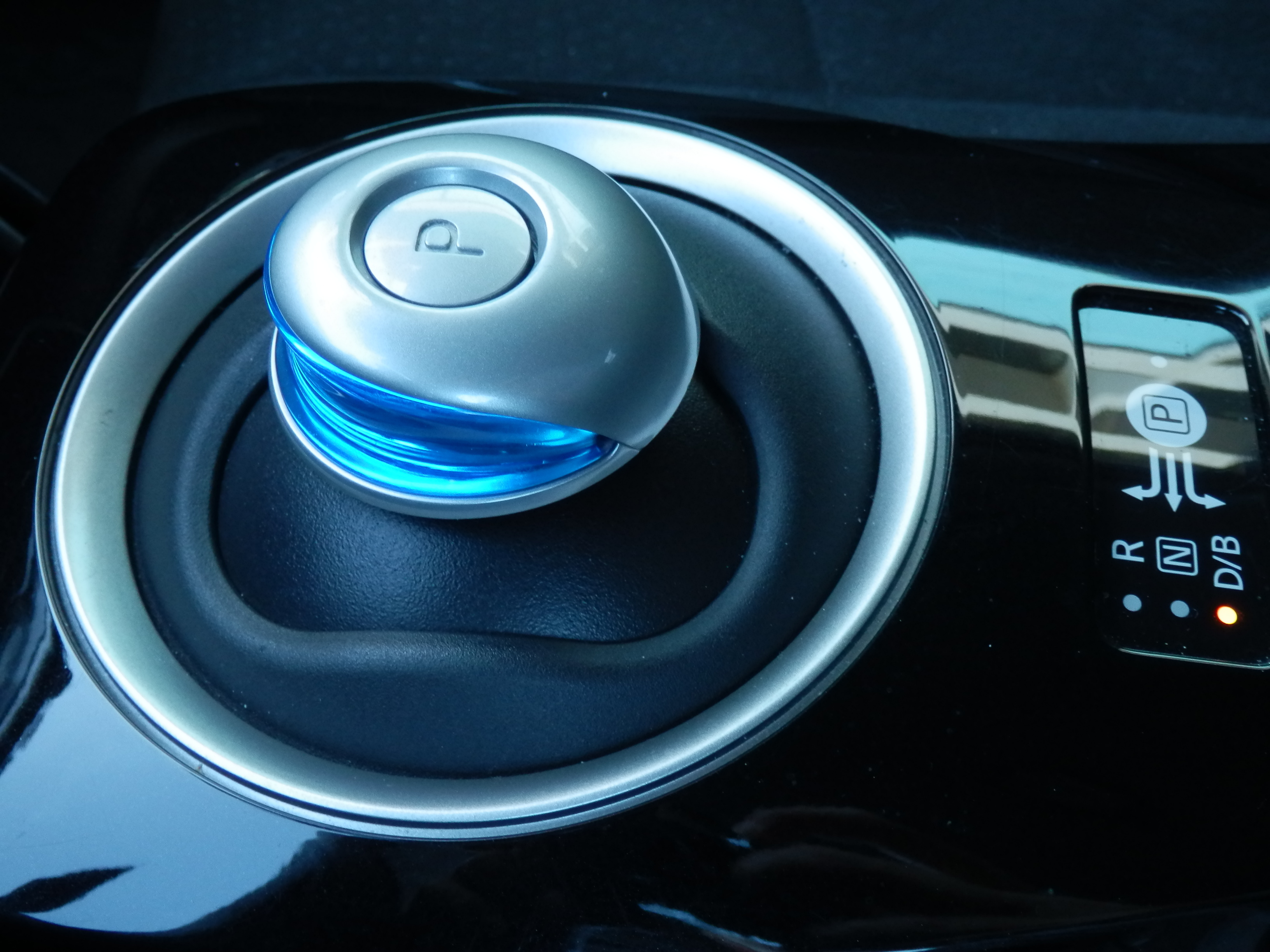
Palanca de un modelo 2013

En la versión de 2013 se realizaron unas 100 mejoras técnicas entre las que destacan:
- El cargador incorporado pasó de 3,3 kW (16 A) a 6,6 kW (32 A) permitiendo reducir la recarga doméstica a la mitad de tiempo.
- La autonomía NEDC pasó de 175 km a 199 km
- La autonomía EPA pasó de 117 km a 121 km . La metodología EPA cambió entre los dos modelos.
- Nissan calculó una autonomía de 135 km con la carga al 100% (Long-Distance Mode charging), y de 106 km para una carga del 80% (Long-Life Mode charging)
- Sistema de calefacción por bomba de calor mucho más eficiente y que consume un 70% de menos energía. (No en la versión Visia 2013).
- La cajuela aumentó de 330 a 370 L
- Se pasó de una versión a 3 versiones y más opciones.
- Opcionalmente se podía comprar el coche sin baterías y pagar una cuota mensual de alquiler de baterías.
- Reducción de unos 80 kg de peso.
- Mejor aerodinámica. Reducción de 0,29 a 0,28 en el coeficiente Cd.
- Nuevo motor más eficiente.
- Frenada regenerativa más eficaz. Se puede seleccionar el modo B con mayor regeneración (no en la versión Visia 2013).[15]
- El par motor pasó de 280 N·m (2010) a 254 N·m (2013).
- La aceleración de 0-97 km/h pasó de 9,8 (2010) a 10,2 s (2013)
- Los modos de conducción pasaron de 2 (D, Eco) a 4 (D, D+Eco, B, B+Eco). (Excepto en la versión Visia 2013). D hace referencia a Drive y B a Brake (freno regenerativo).

## Modelo de 30 kWh

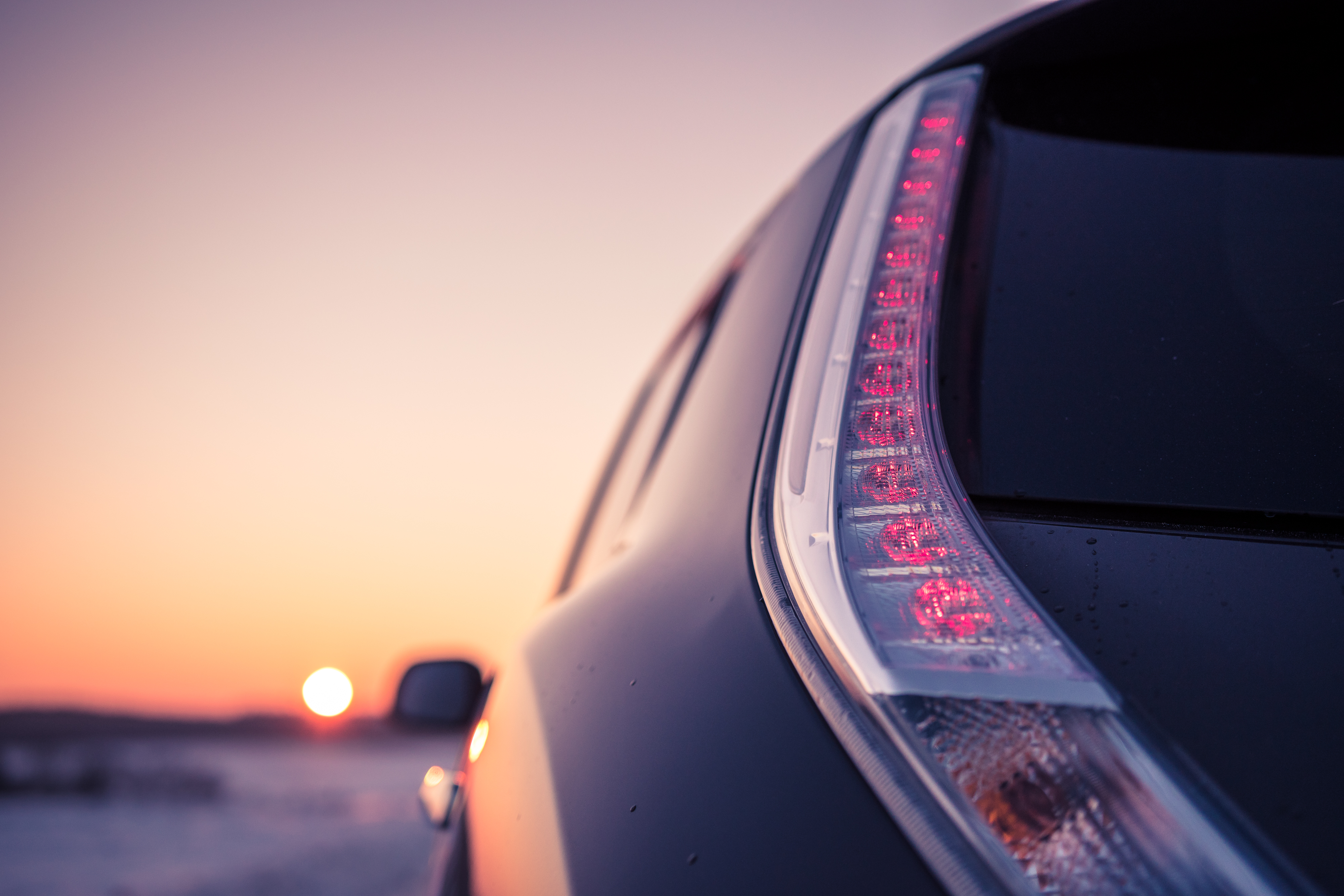
Modelo 2016

A finales de 2015 Nissan comercializó una versión con una capacidad de baterías de 30 kWh disponible en las versiones Acenta y Tekna.
La autonomía EPA era de 107 millas (172 km) y la del ciclo NEDC era de 250 km.
El espacio ocupado por el paquete de baterías era el mismo que el de 24 kWh pero el peso subió 21 kg.
El paquete de 30 kWh no puede ser instalado en los que llevan el paquete de 24 kWh debido a que los requerimientos técnicos son diferentes.
Los dos paquetes contienen 192 células que suman 360 V. El de 24 kWh está formado por 48 módulos con 4 células por módulo, mientras que el de 30 kWh tiene 24 módulos con 8 células por módulo.
En los electrodos cambia el compuesto LMO por NMC (Níquel, Manganeso y Cobalto).
En el paquete de baterías mantiene la refrigeración por circulación forzada de aire.
Las baterías de 30 kWh tienen una garantía de 8 años o 160.000 km. En caso de avería los recambios pueden tardar más de un mes en llegar al taller.
Mantiene los 109 CV, 254 N·m de par motor, una aceleración de 0 a 100 km/h en 11,5 segundos y una velocidad punta de 145 km/h.
Sustituye el sistema telemático Carwings por el NissanConnect EV.

## Modelo de 62 kWh
El nuevo Nissan LEAF e+ amplia la autonomía hasta un 50% más con respecto a la versión de 40 kWh (de la segunda generación), llegando al hito de los más de 500 kilómetros en conducción urbana. Este aumento en autonomía viene, además, acompañado de un incremento en la potencia del motor. El nuevo LEAF e+ lleva un motor que entrega 160kW (217 CV) y 340 Nm de par, autorizando una aceleración de 0 a 100 km/h en 7,3 segundos.

## Modelo de segunda generación

### Presentación
La primera generación del Nissan Leaf vendió casi 300 000 unidades en 49 países y había recorrido 3500 millones de km hasta septiembre de 2017.
El 6 de septiembre de 2017 se presentó en Japón la segunda generación del Nissan LEAF (también llamada 2.0) y el 2 de octubre de 2017 comenzaron las ventas en Japón.
El motor eléctrico delantero tiene una potencia de 110 kW (150 CV) entre 3283 y 9795 rpm. El par máximo de 320 N·m entre 0 y 3283 rpm. En 2018 aparecerá una versión con mayor potencia.
La autonomía según la EPA es de 243 km y según el ciclo NEDC es de 400 km.
Acelera de 0 a 100 km/h en 7,9 segundos.
El peso es de 1490 kg.
La transmisión tiene una marcha.
Además de la pantalla de navegación tiene otra pantalla de 7 pulgadas como panel de instrumentos. El velocímetro es analógico.
Con respecto a la versión de 30 kWh de la primera generación tiene un 37% más de potencia, un 26% más de par máximo y un 40% más de autonomía.
Aumentó 35 mm de longitud y 20 mm de anchura con respecto a la primera generación. Aumentó en un 15% la rigidez torsional.
El coeficiente de resistencia aerodinámica Cd es de 0,28.
La dirección eléctrica tiene una asistencia variable con la velocidad.
El radio de giro es de 10,61 m.
La cajuela tiene una capacidad de 435 litros.
Puede usar Apple CarPlay y Android Auto.

### Batería
Dispone de un paquete de baterías de iones de litio en el suelo de 40 kWh de capacidad.
Tiene un 67% más de densidad energética que el modelo de 2010.
El paquete consiste de 192 celdas agrupadas en 24 módulos de 8 celdas.
En 2018 se pondrá a la venta una versión con mayor capacidad.

### Conducción con un pedal
El sistema e-Pedal permite realizar una conducción con el pedal del acelerador la mayor parte del tiempo. Cuando se levanta el pie del acelerador el coche se detiene mediante el freno regenerativo. Si el coche está en una rampa el coche para y no hace falta pisar el freno.
Las luces de freno se encienden en las deceleraciones superiores a 0,2g aunque no se pise el pedal de freno.

### Modos de conducción
Tiene disponibles 6 modos de conducción.
| Modo             | D      | D+Eco | B      | B+Eco | ePedal | ePedal+Eco |
| ---------------- | ------ | ----- | ------ | ----- | ------ | ---------- |
| Aceleración      | Fuerte | Suave | Fuerte | Suave | Media  | Suave      |
| Regeneración     | Baja   | Baja  | Media  | Media | Fuerte | Fuerte     |
| Arrastre (Creep) | Sí     | Sí    | Sí     | Sí    | No     | No         |

El arrastre (Creep) inicia la marcha del vehículo cuando estando insertada una marcha se suelta el pedal del freno.

### ProPILOT
Es un sistema de conducción autónoma en un carril. Permite mantenerse en un carril guardando la distancia de seguridad con el vehículo precedente. Requiere que el chofer sujete el volante cada poco tiempo.
El ProPILOT Park permite el aparcamiento automático en línea o en paralelo.
Usando las 4 cámaras y 8 sensores ultrasónicos avisa de la presencia de vehículos en los ángulos muertos.
Si detecta obstáculos o personas en el sentido de la marcha puede detener el vehículo cuando el chofer se equivoca de pedal.

### Conexión a la red eléctrica
Está preparado para conectarse a una red inteligente (Smart Grid) mediante el sistema V2G (Vehicle to Grid). Puede alimentar una casa en caso de emergencia mediante el dispositivo opcional Leaf to Home.

### Recarga

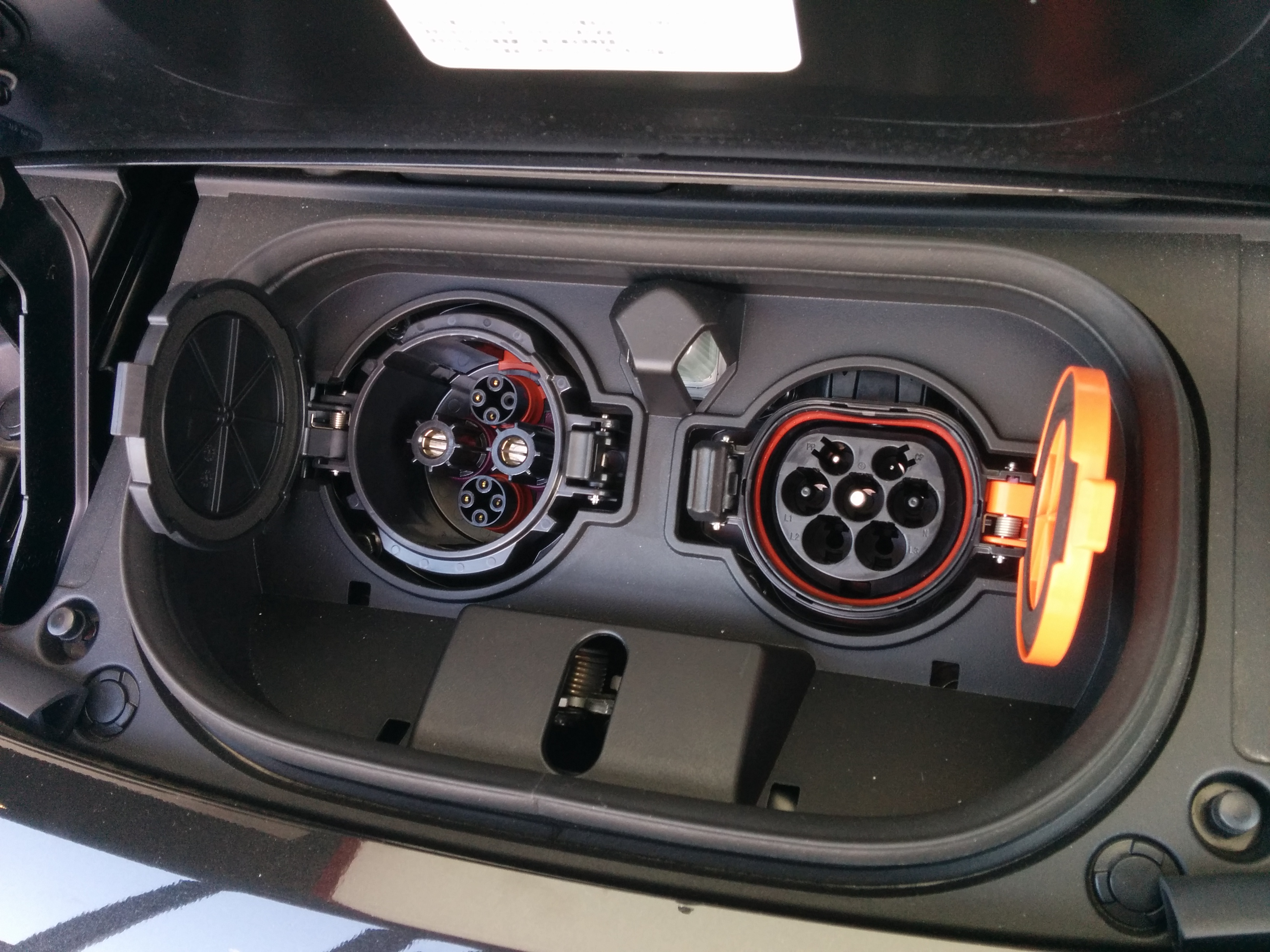
Conectores de un Nissan Leaf 2018. CHAdeMO y Mennekes.

Indicador de la temperatura de la batería en un modelo de.

Dispone de un conector CHAdeMO para la carga rápida y un conector Mennekes en Europa (en versiones anteriores disponía de conector J1772) para la carga semirrápida y lenta.
El cargador interno de 6,6 kW permite una recarga completa en unas 8 h a 32A y en 16 h a 16A.
La carga rápida a 50 kW alcanza el 80% de la capacidad en 40 minutos.
Varios usuarios reportaron que tras la segunda o tercera carga rápida en el mismo viaje la potencia de carga se reducía hasta la mitad dependiendo de la temperatura de la batería. Este fenómeno se conoció como Rapidgate y prolongaba mucho los viajes largos. El Nissan Leaf de 40 kWh no dispone de un sistema de refrigeración activa para la batería. La refrigeración pasiva por aire no puede reducir lo suficiente la subida de temperatura producida tanto por la descarga rápida como por la carga rápida. Para proteger la vida de la batería Nissan optó por reducir la potencia de la carga rápida en función de la temperatura de la batería.
En marzo de 2018 se corrió una «carrera» de 724 km entre Leicestershire y Aberdeen respetando las normas de tráfico. Participaron un Nissan Leaf de 30 kWh, un Nissan Leaf de 40 kWh y un Hyundai IONIQ EV de 28 kWh. El Nissan Leaf de 40 kWh llegó el último 3 h más tarde que el Hyundai IONIQ EV debido a la reducción de la potencia de la carga rápida.

| temperatura (°C) | Potencia de carga (kW) |
| ---------------- | ---------------------- |
| 24               | 45                     |
| 30               | 39                     |
| 36               | 33                     |
| 40               | 28                     |
| 43               | 27                     |
| 45               | 25                     |
| 47               | 23                     |
| 49               | 21                     |
| 51               | 19                     |
| 53               | 17                     |
| 54               | 15                     |
| 56               | 13                     |

### Seguridad
- Frenada de emergencia automática en caso de detectar peatones en la trayectoria. Automatic Emergency Braking with Pedestrian Detection (PAEB).
- Aviso de ángulo muerto. Blind Spot Warning (BSW).
- Aviso de tráfico cruzado trasero. Rear Cross Traffic Alert (RCTA).
- Aviso de cansancio del chofer. Intelligent Driver Alertness.
- Monitor inteligente de visión periférica. Intelligent Around View Monitor (I-AVM).
- Asistencia de luces largas. High Beam Assist (HBA).[49]

### Aplicación
La aplicación para teléfonos inteligentes NissanConnect EV & Services permite:
- Mostrar el estado general del vehículo, la carga de la batería y la autonomía restante.
- Abrir o cerrar las puertas.
- Iniciar o parar la carga.
- Enviar notificaciones al chofer cuando se ha producido una circunstancia o una tarea se ha completado.
- Localizar la posición del vehículo.[49]

### Garantía
La garantía es de 5 años o 100 000 km para todos los componentes eléctricos y de 3 años o 100 000 km para todos los demás componentes.
La garantía de la batería cubre la pérdida de capacidad por debajo de 9 barras (de 12) durante 8 años o 160 000 km (lo que antes suceda).
El período de mantenimiento es de 30 000 km o 12 meses (lo que antes ocurra).

## Usuarios notables

### Steve Marsh
Vive en el estado de Washington, EE. UU. y según el sistema Carwings es uno de los usuarios que ha recorrido más km con un Nissan Leaf.
Compró un Nissan Leaf el 13 de mayo de 2011. Para ir al trabajo recorre por autovía 101 km de ida y otros tantos de vuelta. Todos los días recarga la batería al 100% al menos 2 veces. Realiza una carga rápida al menos una vez al día. El 1 de junio de 2013 perdió una barra del indicador de capacidad de la batería (232 GID) con 126 500 km. Eso suponía que mantenía un 82.6% de la capacidad total de la batería. Un Nissan Leaf nuevo tiene 12 barras de capacidad y 281 GID. Un GID es la unidad de carga que usa el medidor del estado de carga de Gary Giddings.
El 19 de mayo de 2016 ya había recorrido 241 000 km y podía cargar hasta 147 GID.

### Nikki Gordon-Bloomfield
Es una periodista especializada en vehículos eléctricos. Produce, edita y presenta el podcast, videopodcast y web Tranport Evolved. Vive en Oregón, Estados Unidos.
En abril de 2011 compró un Nissan Leaf nuevo en el Reino Unido. El 22 de abril de 2014 escribió que su Leaf había perdido una barra de capacidad después de 3 años y 21 días y 85 000 km recorridos. La pérdida de capacidad suponía un 15% de la capacidad total. Sin embargo, todavía podía recorrer 113 km con una carga.
Lo vendió en 2015 con 132 000 km cuando se mudó a Estados Unidos.
En agosto de 2015 compró un Nissan Leaf 24 kWh de 2013 de segunda mano con 47 000 km en Oregón, Estados Unidos.
En julio de 2017 este Nissan Leaf perdió su primera barra de capacidad con 101 000 km.

## Galardones

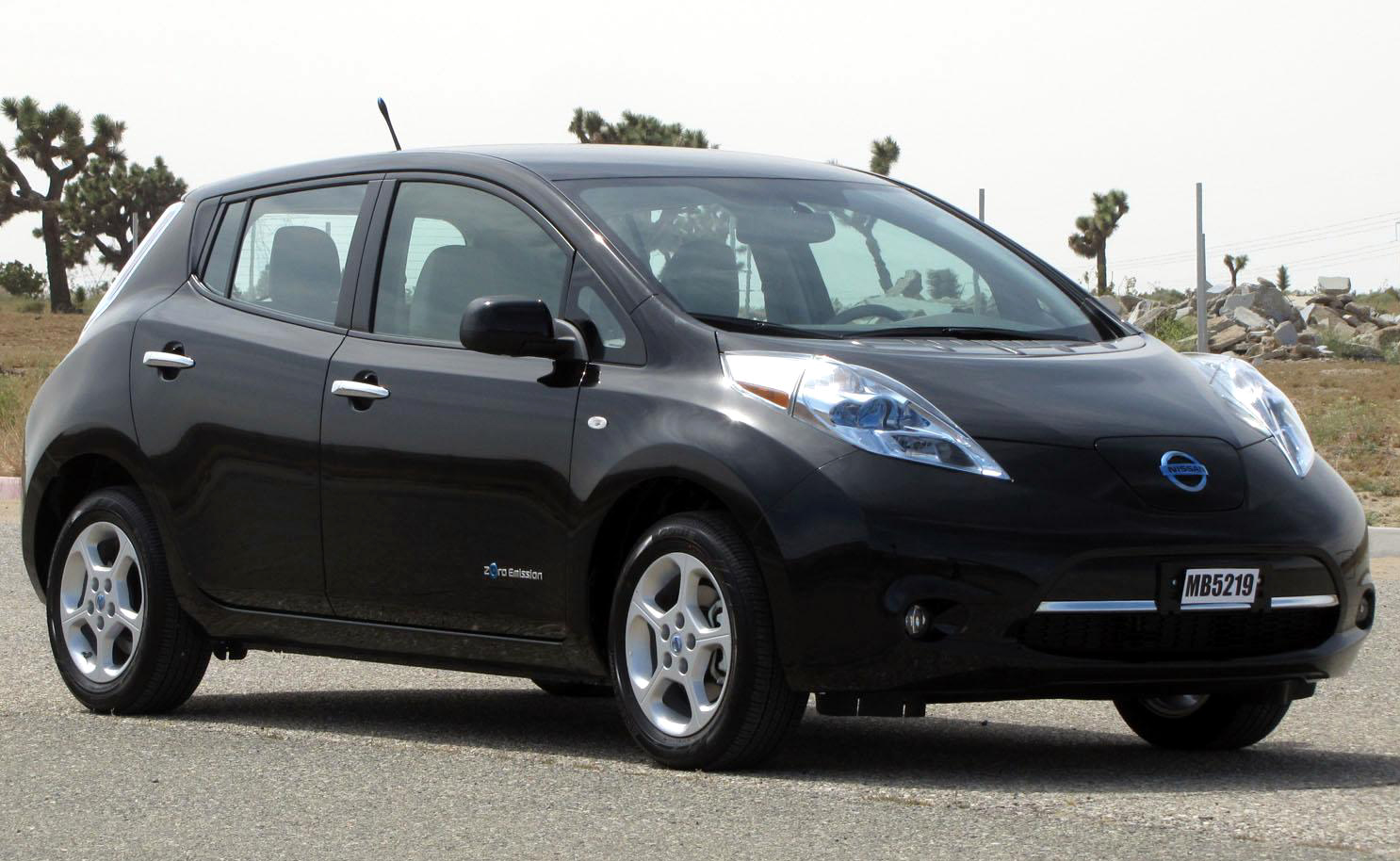
SL de 2011 en Estados Unidos

Coche del Año en el Mundo (“World Car Of The Year”) en 2011. El premio es otorgado por un jurado de 66 periodistas especializados de 24 países.
“Green Car Vision Award” de 2010,
“European Car of the Year” de 2011.
“Car of the Year Japan” de 2011-2012.

## Mercados

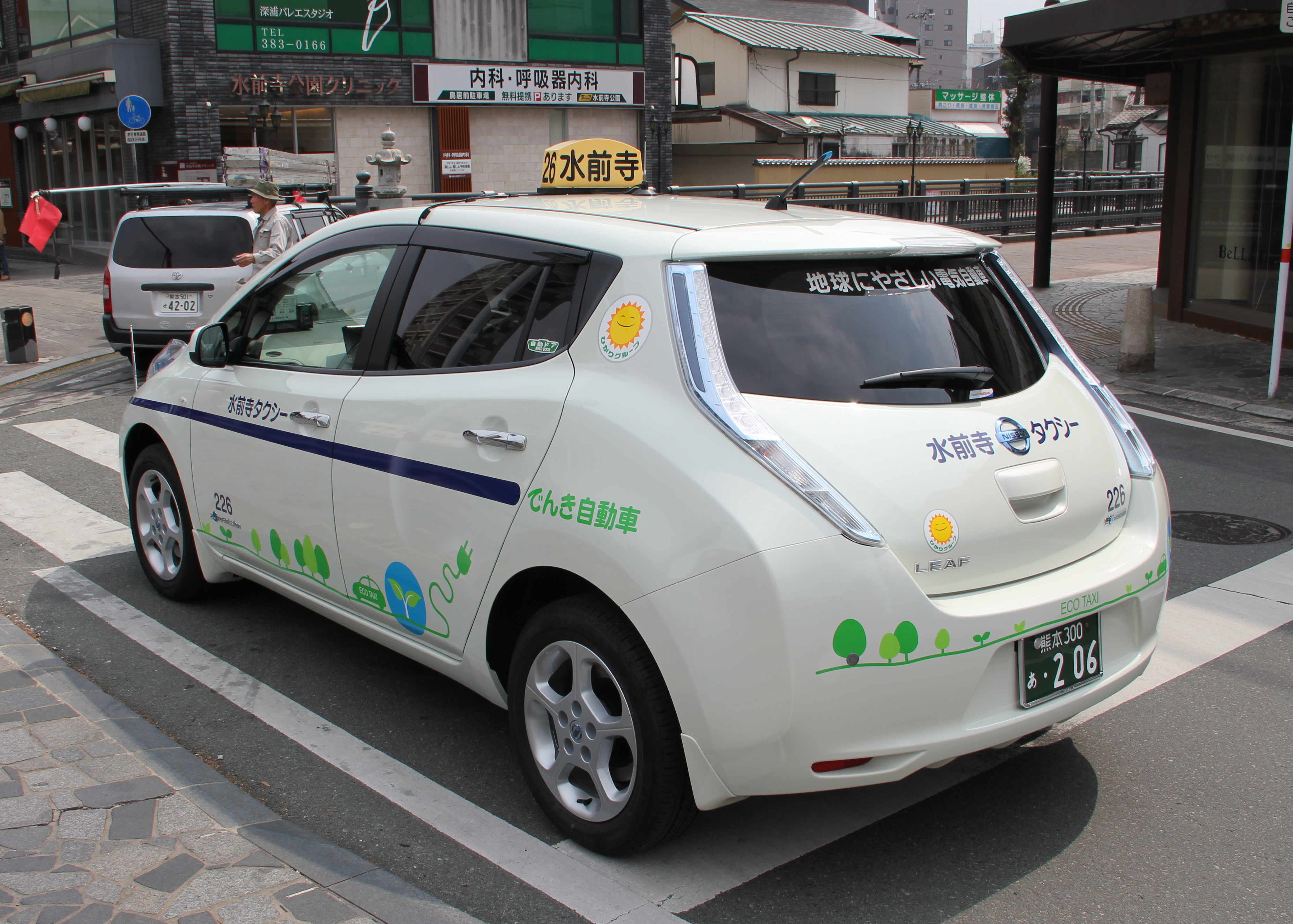
Vista trasera de un taxi en Kumamoto, Japón.

El Leaf está disponible globalmente desde 2012.
Casi todos los países tienen incentivos fiscales o subsidios para la compra de vehículos eléctricos, lo cual reduce el costo final para el consumidor.

### Argentina
En mayo de 2017, el gobierno anunció la baja de aranceles a la importación de autos eléctricos e híbridos del 35% al 0%.
El Leaf llegará a fin de año al país.

### Costa Rica
En febrero de 2012 Nissan firmó un acuerdo con el gobierno de Costa Rica para implantar un programa piloto como parte de la introducción del LEAF en el país. Un grupo de trabajo fue creado con base en el acuerdo para evaluar las necesidades de infraestructura para la introducción de automóviles eléctricos y la identificación de incentivos fiscales para que los usuarios puedan comprar coches eléctricos. La meta de Nissan es iniciar ventas al consumidor en 2013.

### Estados Unidos

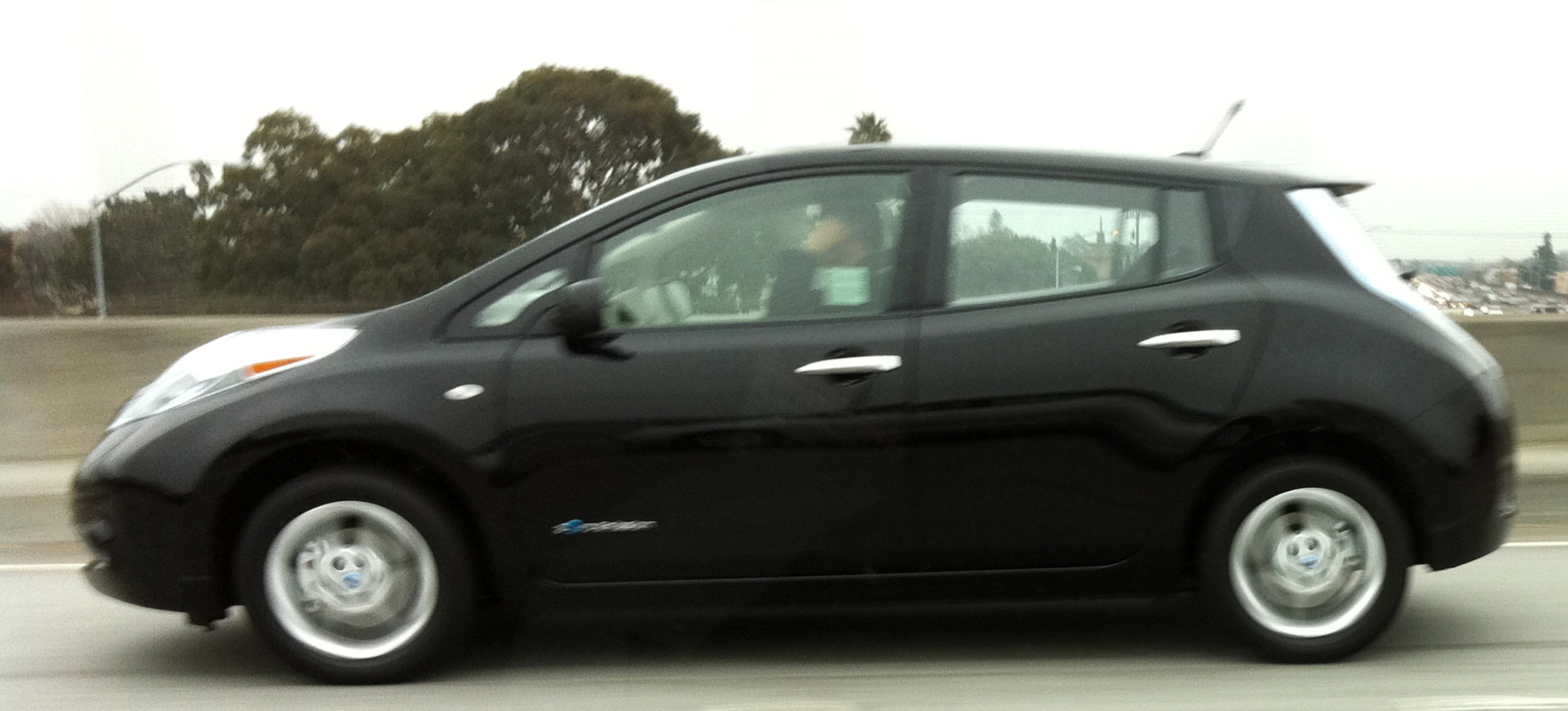
Primer modelo vendido al sur de San Francisco, California.

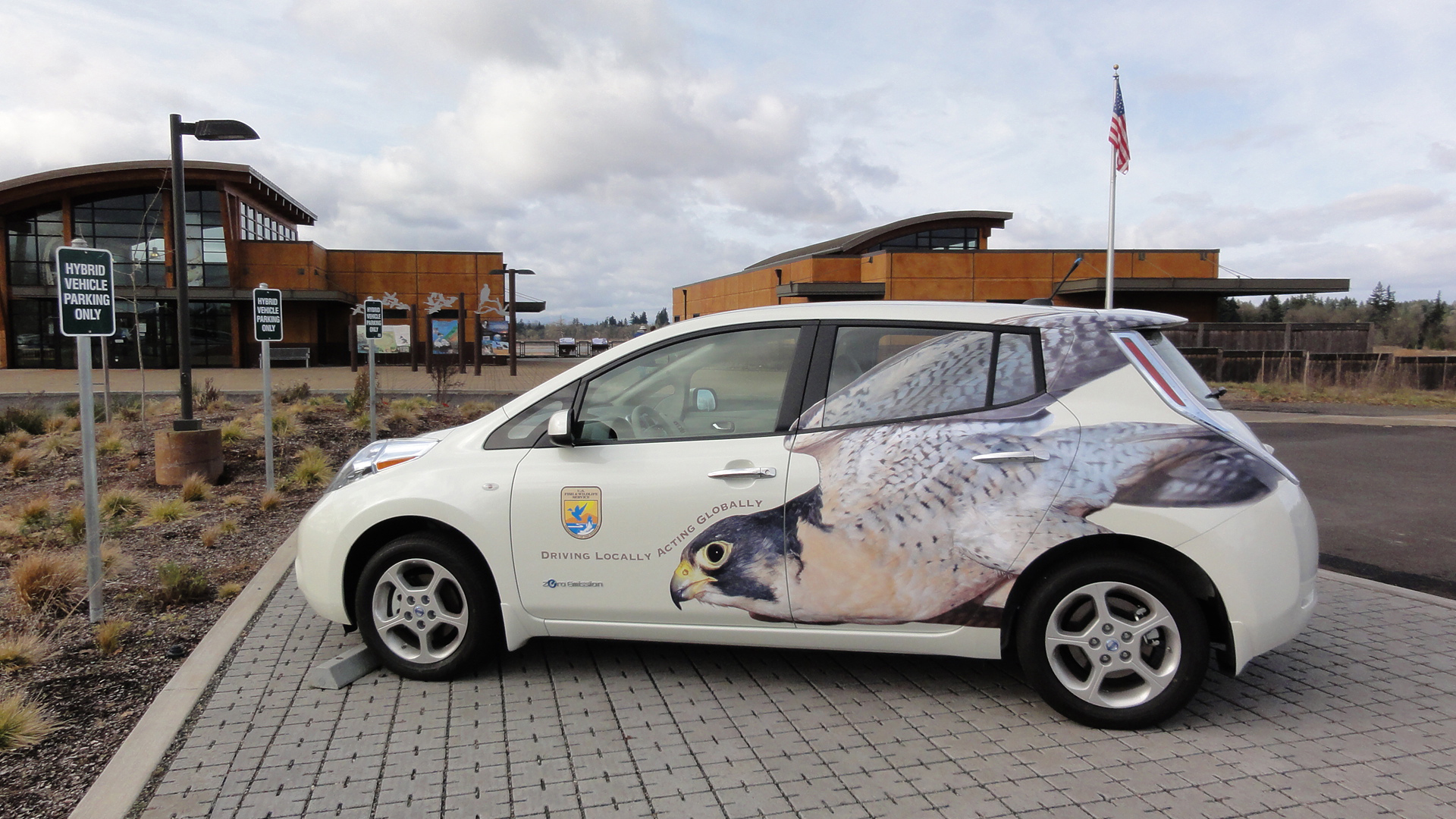
Como flota de la región del Pacífico de U.S. Fish & Wildlife Service.

Nissan ha vendido en Estados Unidos 77 960 LEAFs desde diciembre de 2010 hasta mayo de 2015.

### México
A finales de 2011 se llegó a un acuerdo entre Nissan y la Ciudad de México para poner en funcionamiento 500 Vehículos Leaf para uso oficial y flotas comerciales, como parte del acuerdo para que el ayuntamiento introdujera la infraestructura de recarga que requerirá el vehículo en su eventual venta en México. El gobierno del Distrito Federal también llegó a un acuerdo con Nissan en noviembre de 2010 para introducir 100 vehículos Leaf para uso como taxis en la capital. Los primeros automóviles eléctricos Leaf destinados a flotas de taxi fueron entregados en septiembre de 2011, convirtiendo a México en el primer país de América Latina donde el Leaf está disponible. Hasta febrero de 2013, había en el país alrededor de 70 Leafs operando como taxi, 20 en la Ciudad de México y 50 en Aguascalientes. Carrot México, la empresa de Car Sharing (autos compartidos) que opera en la Ciudad De México, adquirió 3 Leafs que están disponibles para uso de sus 1.600 clientes. Las ventas al consumidor están programadas para iniciar a finales de junio de 2014.
La venta al público en general se inició un tiempo después. con resultados modestos pero esperados asimismo con los incentivos correspondientes y vigentes. 
posteriormente se tiene planeado crear el primer corredor eléctrico entre la Ciudad de México y Cuernavaca con la ayuda de Nissan, El Gob. de la Ciudad de México y el Gobierno del Estado de Morelos, siendo en si el primero de su tipo no solo del país si no de toda Latinoamérica en general. además de la creación de las llamadas "placas verdes" que supondrán beneficios adicionales a los propietarios de los vehículos eléctricos también siendo las primeras de su tipo en Latinoamérica.

### Europa
El LEAF fue lanzado en Portugal para flotas comerciales en diciembre de 2010. Las ventas al consumidor iniciaron en Irlanda en febrero de 2011 y en el Reino Unido en marzo. El lanzamiento en los Países Bajos está programado para junio de 2011, con disponibilidad global hasta 2012.

### España
En los 11 primeros meses del 2012 se vendieron un total de 152 unidades. Hasta noviembre de 2012 un total de 211 Leafs fueron vendidos en el país.
De enero a junio de 2013 se vendieron 98 unidades.
De enero a octubre de 2014 se vendieron 330 unidades del Nissan Leaf sobre un total de 1331 coches eléctricos vendidos en España en el mismo período.
Desde 2011 hasta septiembre de 2015 se vendieron en España un total de 1567 unidades.
El Nissan Leaf se puede comprar en España de tres maneras diferentes:
- Comprar el coche con la batería en propiedad.
- Alquilar el coche en fórmula de leasing por un determinado plazo y una mensualidad.
- Comprar el coche con la batería en alquiler, pagando una cuota mensual de alquiler por la batería, que es de Nissan, y si se avería responde la marca sin coste para el usuario ante fallos o deterioro de capacidad (pérdida de 3 de las doce barras, o sea, bajada de la capacidad a un 75%).

### Noruega
Las entregas del Nisan LEAF comenzaron en septiembre de 2011 con un precio de 255 000 coronas noruegas. No hay ayudas directas a la compra de vehículos enchufables, pero el LEAF como el resto de coches eléctricos en Noruega está exento del pago de todos los impuestos relacionados con el coche, incluyendo el IVA, el impuesto de circulación y muchas de las tasas de aparcamiento público y peajes de carretera o ferris. La infraestructura de recarga pública en las calles de Oslo (607 292 habitantes) tiene 3 500 puntos de recarga de los que muchos de ellos son de uso gratuito.
En los 3 primeros días de venta de septiembre de 2011 se vendieron 600 LEAFs. En febrero de 2012 las ventas del LEAF representaron el 2% de las ventas de coches nuevos. Hasta abril de 2012 se vendieron un total de 1 111 LEAFs en Noruega.
En 2012 el Nissan Leaf fue el coche en lugar número 13 de los más vendidos representando el 1.7% de las ventas totales en Noruega.
En el primer trimestre de 2013 fue el sexto coche más vendido en Noruega y en abril de 2013 el Leaf fue el segundo coche más vendido en el país.
En septiembre y octubre de 2013 el Nissan Leaf fue el coche más vendido en Noruega. En octubre de 2013 se vendieron 716 unidades, lo que supuso un 5,6% de las ventas de turismos en Noruega.
En 2013 el Nissan Leaf fue el tercer coche más vendido en Noruega. En enero de 2014 fue el coche más vendido con 650 unidades.
Noruega tiene 4 907 990 habitantes.

### Puerto Rico
Las ventas en la isla estaban programadas para iniciar en enero de 2013, permitiendo a Puerto Rico ser el primer mercado latinoamericano donde el Nissan Leaf está disponible para compra al público en general. El gobierno de la isla decretó un reembolso del 100% del impuesto de consumo para la compra de vehículos eléctricos hasta un límite de US$8.000.

### Colombia
Las ventas comenzaron en abril de 2015 con un precio aproximado de 130 millones de pesos (USD 75.000) actualmente solo para flotas ej: taxis, servicio especial, entre otros. El elevado precio se debe a distintos impuestos a pesar de que cuentan con el beneficio de cero arancel

### Ventas globales

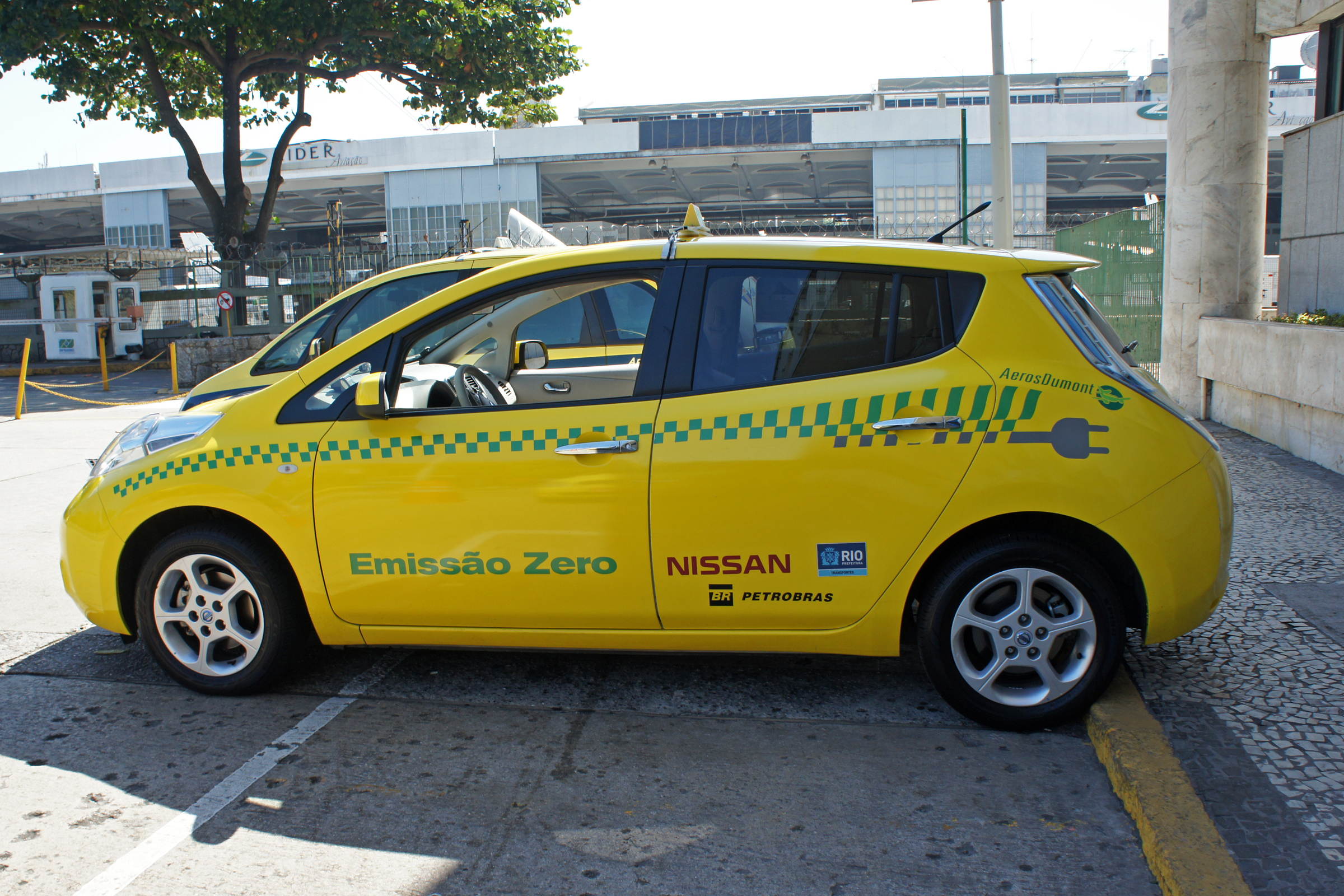
Taxi en el Aeropuerto Santos Dumont de Río de Janeiro, Brasil en 2013.

En marzo de 2019 las ventas totales mundiales superaron los 400.000 unidades convirtiéndolo en el modelo eléctrico más vendido en la historia.
Desde su lanzamiento en 2010 se han vendido más de 192 000 unidades hasta septiembre de 2015. Esto lo hace el coche eléctrico más vendido en el mundo. El mercado de mayor venta es el de Estados Unidos con 85 952 unidades hasta septiembre de 2015. El Nissan Leaf se vende en 46 países. La tabla presenta las ventas por año desde diciembre de 2010 hasta finales de 2014.
| Ventas del Nissan Leaf por países entre 2010 y 2014                        | Ventas del Nissan Leaf por países entre 2010 y 2014 | Ventas del Nissan Leaf por países entre 2010 y 2014 | Ventas del Nissan Leaf por países entre 2010 y 2014 | Ventas del Nissan Leaf por países entre 2010 y 2014 | Ventas del Nissan Leaf por países entre 2010 y 2014 | Ventas del Nissan Leaf por países entre 2010 y 2014 |
| País                                                                       | Total                                               | 2014                                                | 2013                                                | 2012                                                | 2011                                                | 2010                                                |
| -------------------------------------------------------------------------- | --------------------------------------------------- | --------------------------------------------------- | --------------------------------------------------- | --------------------------------------------------- | --------------------------------------------------- | --------------------------------------------------- |
| Estados Unidos                                                             | 72 322                                              | 30 200                                              | 22 610                                              | 9 819                                               | 9 674                                               | 19                                                  |
| Japón                                                                      | 48 641                                              | 14 177                                              | 13 021                                              | 11 115                                              | 10 310                                              | 19                                                  |
| Noruega                                                                    | 12 056                                              | 4 781                                               | 4 604                                               | 2 298                                               | 373                                                 |                                                     |
| [ 112 ] [ 113 ] [ 114 ]                                                    | 7 197                                               | 4 051                                               | 1 812                                               | 699                                                 | 635                                                 |                                                     |
| Francia                                                                    | 3 645                                               | 1 600                                               | 1 438                                               | 524                                                 | 83                                                  |                                                     |
| Alemania                                                                   | 2 125                                               | 812                                                 | 855                                                 | 451                                                 | 7                                                   |                                                     |
| Canadá                                                                     | 1 965                                               | 1 085                                               | 470                                                 | 240                                                 | 170                                                 |                                                     |
| Países Bajos                                                               | 1 531                                               | 510                                                 | 462                                                 | 265                                                 | 294                                                 |                                                     |
| España                                                                     | 941                                                 | 465                                                 | 263                                                 | 154                                                 | 59                                                  |                                                     |
| Suecia                                                                     | 884                                                 | 438                                                 | 317                                                 | 129                                                 |                                                     |                                                     |
| Dinamarca                                                                  | 873                                                 | 577                                                 | 211                                                 | 73                                                  | 12                                                  |                                                     |
| Italia                                                                     | 806                                                 | 332                                                 | 323                                                 | 146                                                 | 5                                                   |                                                     |
| China                                                                      | 798(1)                                              | 582                                                 | 216                                                 |                                                     |                                                     |                                                     |
| Total en los mayores mercados                                              | 153 785                                             | 59 610                                              | 47 109                                              | 26 178                                              | 21 733                                              | 38                                                  |
| Ventas globales totales                                                    | 158 354                                             | 61 507                                              | 47 716                                              | 26 973                                              | 22 144                                              | 50                                                  |
| Nota: (1) Las ventas de China corresponden al renombrado como Venucia e30. |                                                     |                                                     |                                                     |                                                     |                                                     |                                                     |

## Fábricas
Desde 2010 hasta 2013 el Nissan Leaf se fabricó exclusivamente en Oppama, Japón. En 2013 tenía una capacidad de producción de hasta 50 000 Leaf al año.
En enero de 2013 la factoría de Sunderland (RU) comenzó a fabricar el paquete de baterías con una capacidad de producción de 60 000 al año.
En abril de 2013 comenzó la fabricación del Nissan Leaf 2013 en Sunderland. La capacidad de producción era de 50 000 al año.
Nissan invirtió 420 millones de libras esterlinas en Sunderland creando 500 puestos de trabajo directos y unos 2000 indirectos.
La fábrica de Sunderland es de las más grandes de Nissan en Europa y empleó más de 6000 trabajadores y produjo 510 572 vehículos de la gama Nissan en 2012.
La fábrica de Nissan en Smyrna, Tennessee, Estados Unidos fabricará unos 50 000 al año, aunque su capacidad productiva está en 150 000 al año.
En 2013 la capacidad productiva de Nissan Leaf en todo el mundo podría ser de hasta 250 000 al año.

## LEAF RC Nismo

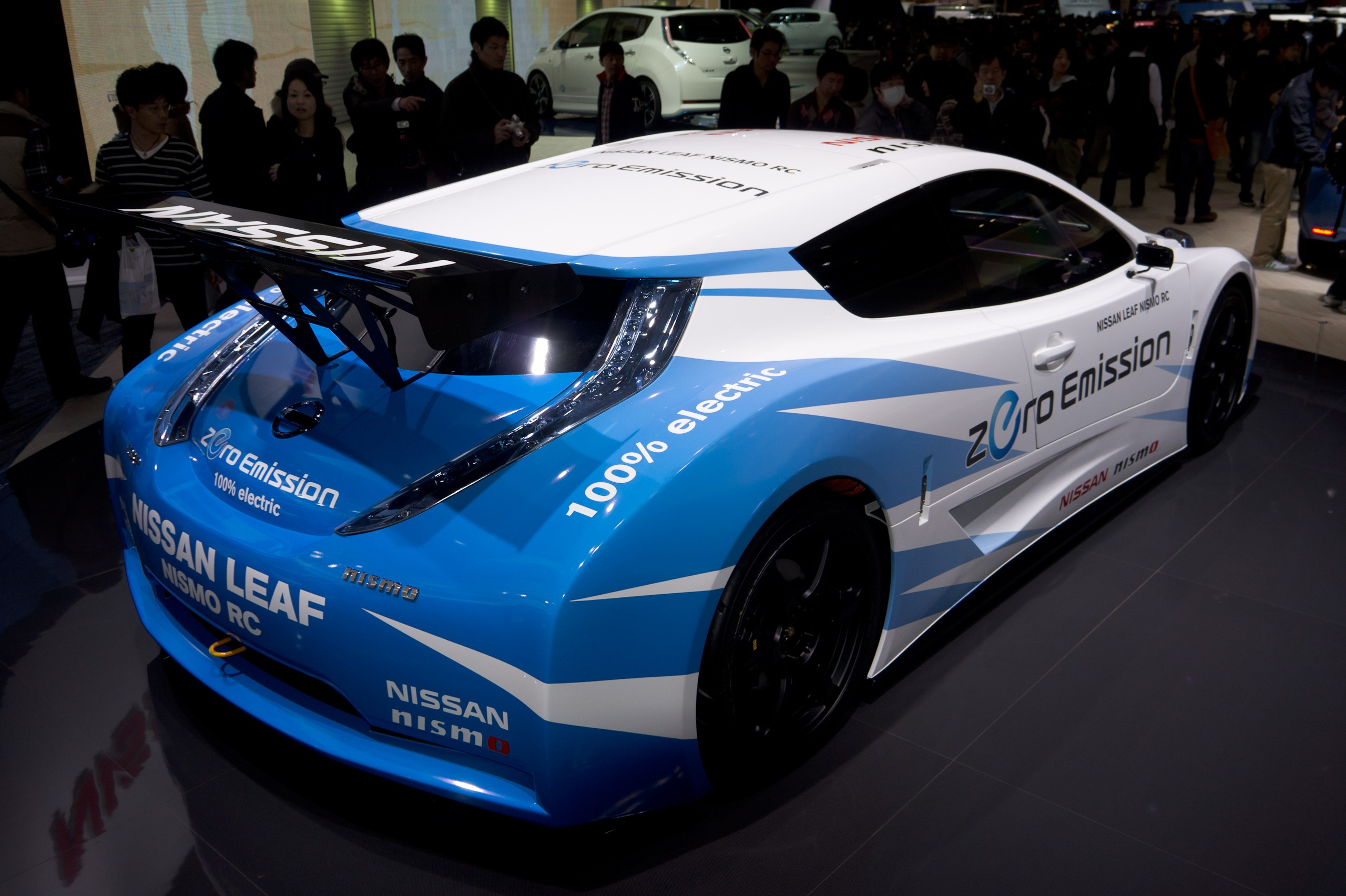
Vista trasera del Nismo RC en el Salón del Automóvil de Tokio de 2011

Sobre la base del Leaf se desarrolló el LEAF RC Nismo, un deportivo eléctrico. El primer prototipo fue presentado en el Salón del Automóvil de Nueva York en abril de 2011. Un modelo funcional fue presentado en julio de 2011. Aunque desarrollado sobre la base del LEAF comercial del que conserva muchos rasgos intactos como las ópticas delanteras y traseras, algunas formas del cofre y de la parte posterior, es un coche más bajo (35 cm) y más ancho (17 cm) y con una batalla mayor (10 cm) que el vehículo de producción en serie.